# Água

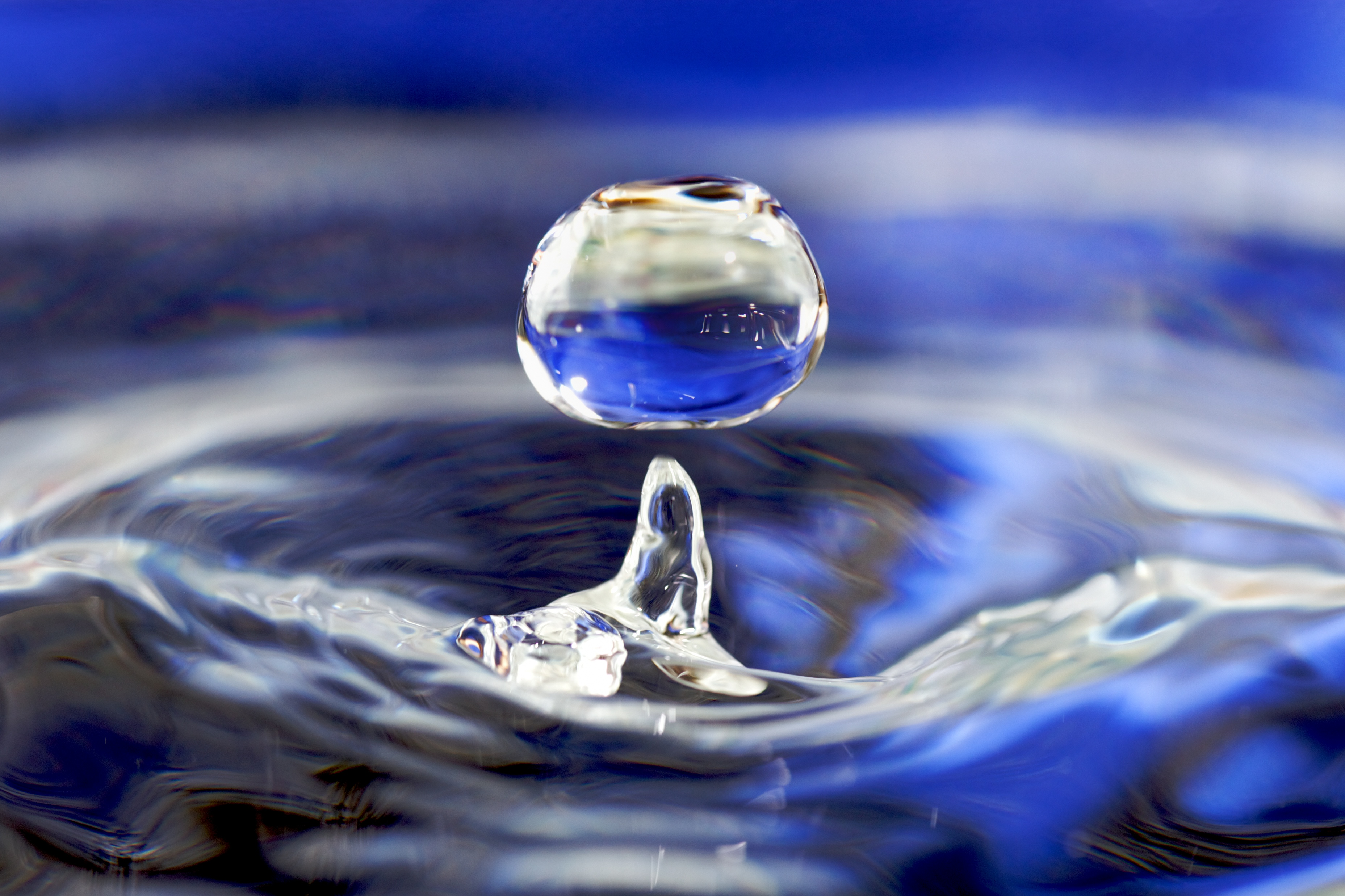
Uma gota de água e a depressão côncava e rebote na água causada por algo caindo na superfície da água

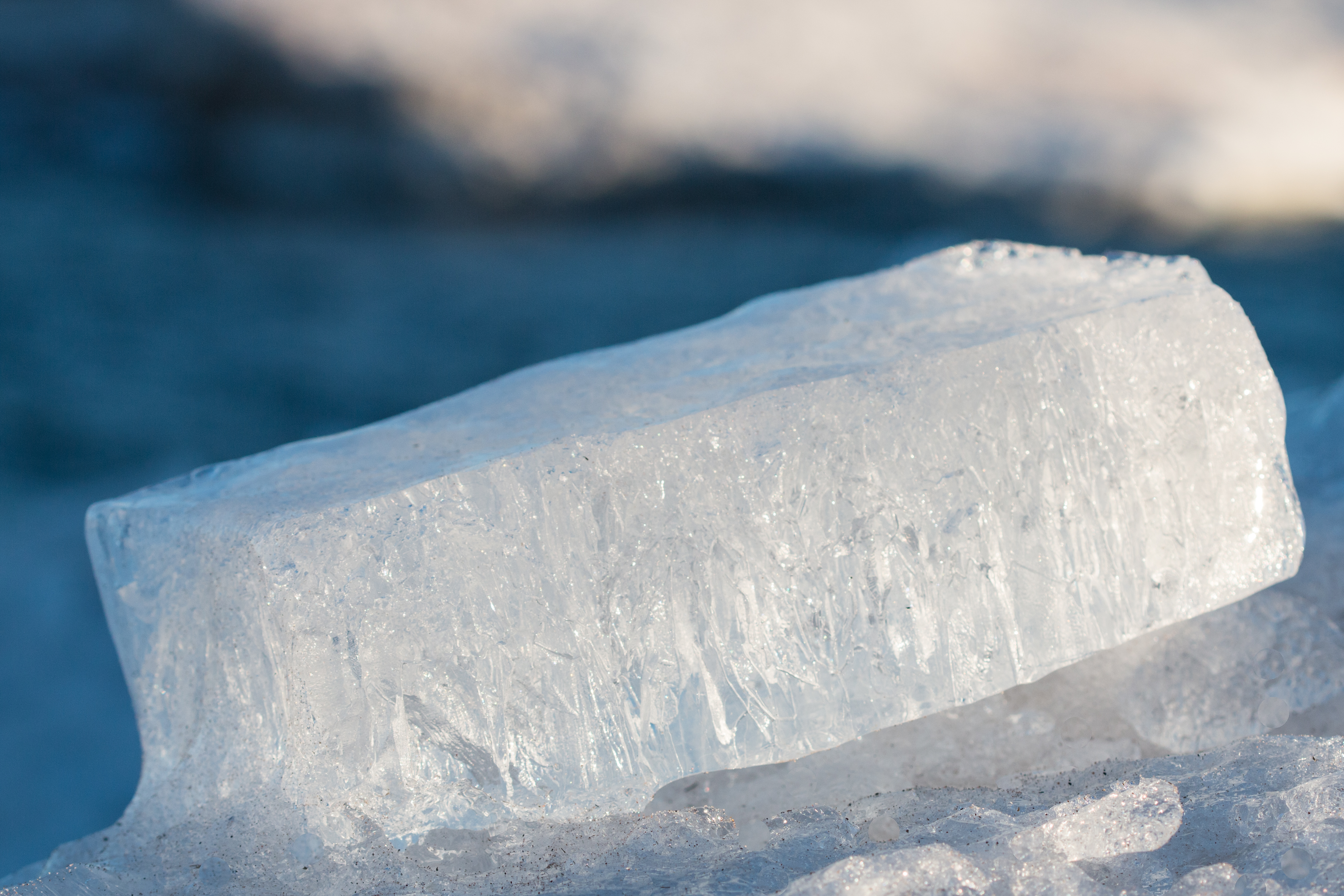
bloco de gelo (água no estado sólido)

Água (fórmula química: H2O) é uma substância química cujas moléculas são formadas por dois átomos de hidrogênio e um de oxigênio. É abundante no Universo, nomeadamente na Terra, onde cobre grande parte de sua superfície e é o maior constituinte dos fluidos dos seres vivos. As temperaturas do planeta permitem a ocorrência da água em seus três estados físicos principais. A água líquida, que em pequenas quantidades parece incolor, mas manifesta sua coloração azulada em grandes volumes, constitui os oceanos, rios e lagos que cobrem quase três quartos da superfície do planeta. Nas regiões polares, concentram-se as massas de gelo e vapor constitui parte da atmosfera terrestre. Mais especificamente, a água líquida tem duas fases líquida com grandes diferenças de estrutura e densidade.
A água possui uma série de características peculiares em relação a outros elementos químicos, como sua dilatação anômala (ela se dilata quando congelada, enquanto a maioria das substâncias se contrai quando se solidifica), o alto calor específico e a capacidade de dissolver um grande número de substâncias, entre outras características estranhas. De fato, estas peculiaridades foram favoráveis para o surgimento da vida nos oceanos primitivos da Terra, bem como propiciaram sua evolução. Atualmente, todos os seres vivos existentes precisam da água para sua sobrevivência.
Embora os oceanos cubram a maior parte da superfície terrestre, sua água é inadequada para o consumo humano por conta de sua salinidade. Somente uma pequena fração disponível sobre a superfície dos continentes que contém poucos sais dissolvidos, a água doce, está disponível para consumo direto. Contudo, sua distribuição não é uniforme, o que faz com que diversas regiões sofram de escassez hídrica. As atividades humanas, principalmente a agricultura, possuem grandes necessidades de retirada de água de seu leito natural, o que tem afetado negativamente sua distribuição sobre os continentes, bem como da água subterrânea.
A poluição hídrica compromete a qualidade da água, prejudicando a biodiversidade, bem como o abastecimento de água e a produção de alimentos. Além disso, uma parcela considerável da população mundial ainda não tem acesso à água potável, o que traz diversos problemas de saúde. A água é indispensável no modo de vida da humanidade, de forma que está fortemente ligada à cultura de todos os povos da Terra. Diante dos problemas advindos do mau uso dos recursos hídricos, surge uma nova consciência de que é necessário utilizar a água racionalmente.

## Propriedades físicas e químicas
A água é uma substância química cujas moléculas são formadas por dois átomos de hidrogênio covalentemente ligados a um átomo de oxigênio, sendo sua fórmula química dada por H2O. A geometria de equilíbrio para uma molécula isolada possui dimensões de 0,0958 nanômetros nas ligações O-H, e um ângulo H-O-H de 104°27'. Estas moléculas interagem entre si sobretudo através da formação de pontes ou ligações de hidrogênio (que ocorrem quando átomos de hidrogênio são atraídos por átomos de oxigênio, mais eletronegativamente carregados), o que faz com que as moléculas, no estado líquido, fiquem 15% mais próximas entre si do que se agissem somente sob forças de Van der Waals, embora estas ligações também restrinjam o número de moléculas vizinhas para tipicamente quatro. A eletrólise da água permite a quebra das ligações atômicas, separando o hidrogênio e o oxigênio com a passagem de uma corrente elétrica.
A água manifesta-se em seu estado líquido sob temperaturas entre 0 °C e 100 °C e pressão de uma atmosfera. As características físicas da água apresentam diversas anomalias quando comparadas com as propriedades típicas de outros líquidos. Alguns exemplos são o ponto de fusão, a densidade, a capacidade de calor e no total, existem mais de 70 propriedades da água que diferem da maioria dos líquidos. Uma propriedade notável é que a água pode existir como dois líquidos diferentes a baixas temperaturas onde a cristalização do gelo é lenta. Outra propriedade, uma das mais notáveis é a sua dilatação anômala, sendo que a sua densidade máxima ocorre a aproximadamente 4 °C, expandindo-se tanto com o aumento quanto com a diminuição da temperatura. Este fato deve-se à quantidade de ligações de hidrogênio que formam-se conforme a temperatura diminui, sendo que o máximo número de ligações em cada molécula (seis) ocorre a 4 °C, quando as moléculas estão mais próximas ocorrendo, portanto, a maior densidade. Os pontos de fusão e ebulição da água são muito maiores do que seria predito baseado em modelos que levam em conta seu massa molecular, como em comparação com substâncias como sulfeto de hidrogênio (H2S) e seleneto de hidrogênio (H2Se).
Na fase líquida, a água é uma substância inodora, insípida e transparente. Em pequenas quantidades, é incolor, assim como o gelo. Em grandes quantidades, no entanto, tanto na água líquida como sólida torna-se evidente sua coloração intrínseca azulada. Vapor de água é um gás transparente.
Dentre outras anomalias da água, destacam-se seu alto calor latente de vaporização, sua elevada capacidade térmica, além da considerável mudança de propriedades entre água líquida a baixas e altas temperaturas. Conforme água resfriada é aquecida, a velocidade do som através de si cresce, seu volume diminui, seu índice de refração aumenta, a solubilidade de gases se torna maior e a condutividade térmica passa a crescer. Contudo, se água quente é aquecida, ocorre exatamente o oposto. A água possui, ainda, uma alta tensão superficial, menor somente que a tensão superficial do mercúrio dentre os líquidos comuns. Muitas destas propriedades são também atribuídas às ligações de hidrogênio entre as moléculas.
Pelo fato de a molécula de água não ser linear e a eletronegatividade do oxigênio ser maior do que a do hidrogênio, ocorre o aparecimento de regiões positivas e negativas na própria molécula sendo, portanto, uma molécula polar (dipolo). Por este motivo, a água é um ótimo solvente para substâncias iônicas, como sais, ácidos e bases. As ligações de hidrogênio contribuem para solubilidade de outros compostos que possuem hidrogênio ou oxigênio em sua composição. Pelo mesmo motivo, proteínas e partículas minúsculas podem ser mantidas em suspensão na água, formando um coloide. A água é, ainda, um bom solvente para alguns gases e substâncias orgânicas. Entretanto, graxas e óleos não se dissolvem em água.
Em uma reação química, as moléculas de água podem doar um próton (H+), formando uma hidroxila, OH-, ou receber um próton, formando o hidroxônio, H3O+. De fato as moléculas de água doam e recebem prótons entre si, o que é chamado de autoionização da água. Embora ocorra em pequena extensão, este fenômeno é determinante, pois permite que a água aja como ácido ou base em uma dada reação. Pela presença desses íons, a água possui uma pequena condutividade elétrica.
A água em sua fase sólida forma o gelo. Em geral a estrutura cristalina é formada por uma rede de moléculas orientadas conforme as pontes de hidrogênio. Entretanto, este arranjo pode se dar de diversas formas, sendo conhecidas pelo menos 17 formas cristalinas diferentes para o gelo, cada uma formada sob diferentes condições de temperatura e pressão. Nas condições comumente encontradas na Terra, forma-se o gelo Ih, no qual as moléculas se arranjam em estruturas hexagonais. Em 2016, uma equipe de pesquisa previu uma nova forma molecular de gelo com uma baixa densidade recorde. Se o gelo puder ser sintetizado, se tornaria a 18a forma cristalina conhecida de água. A densidade do gelo é menor do que a da água líquida, e portanto, flutua na mesma.
O ponto triplo da água, ou seja, as condições na qual a água pode coexistir tanto em estado físico, sólido ou gasoso, são à temperatura de 0,01 °C e pressão de 612 Pa. A ebulição da água sob as condições ambiente de pressão (1 atm) ocorre a 100 °C, dando origem ao vapor de água. A 373,9 °C e pressão de 22,064 MPa, ocorre o ponto crítico, além do qual não há a distinção entre as fases líquida e gasosa caracterizando, portanto, um fluido supercrítico. As propriedades da água sob tais condições são fortemente alteradas, ocorrendo mudanças tal como o aumento de sua reatividade química e de sua autodissociação.
A água pode apresentar em sua composição isótopos dos elementos hidrogênio e oxigênio. A água pesada é formada por dois átomos de deutério, estáveis e não radioativos, e um de oxigênio, sendo que existe aproximadamente um átomo de deutério em cada 6 700 átomos de hidrogênio na água do mar. Recebe esta denominação pelo fato de que os átomos de deutério possuem maior massa resultando, assim, na maior densidade da água o que ocasiona, também, algumas pequenas diferenças a nível molecular. Uma proporção diminuta é ainda formada pela ligação entre hidrogênio e trítio, radioativo que decai com uma meia vida de aproximadamente doze anos. Essas variedades de água pesada são utilizadas principalmente em usinas de fissão nuclear e na fabricação de bombas de hidrogênio, respectivamente.
Dada sua importância, a água é utilizada como padrão para a definição de diversas grandezas físicas. Uma das definições de massa atribui a um quilograma a massa correspondente a um cubo com dez centímetros de lado (volume equivalente a um litro) de água pura a 4 °C. Devido aos diferentes isótopos presentes na água, definiu-se, ainda, o teor médio de isótopos, de acordo com o teor comumente encontrado nos oceanos. A escala Celsius é uma escala de temperatura definida na qual 0 °C representa o ponto de fusão do gelo e 100 °C a temperatura de ebulição da água à pressão atmosférica do nível do mar, razão pela qual esta escala também recebe o nome de centígrada. A caloria, por sua vez, é definida como a quantidade de energia necessária para aumentar a temperatura de um grama de água pura de 14,5 °C para 15,5 °C a pressão atmosférica padrão.

## Ocorrência

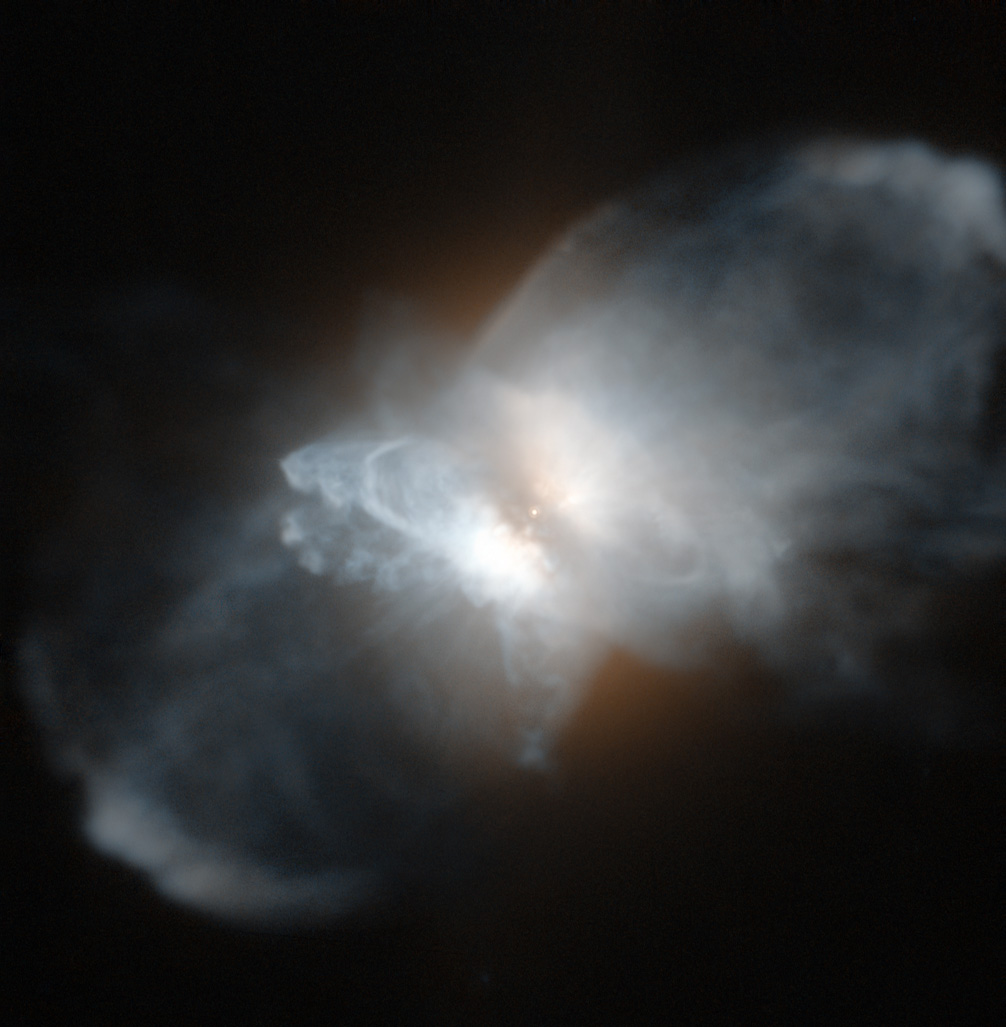
Análises espectrais da Nebulosa Gelada de Leão, uma nebulosa protoplanetária, mostraram abundância de água sob a forma de cristais de gelo.

Os primeiros átomos de hidrogênio, elemento mais simples, formaram-se logo após o Big Bang, espalhando-se por todo o Universo primordial. Milhões de anos se passaram, quando nuvens deste elemento colapsaram gravitacionalmente. Conforme estes corpos agregavam massa, o núcleo se tornava cada vez mais quente e submetido a pressões cada vez maiores, até que os núcleos atômicos se fundissem liberando, assim, grande quantidade de energia e dando nascimento às primeiras estrelas. A fusão nuclear em estrelas cada vez maiores criou núcleos atômicos cada vez mais pesados, dentre eles o oxigênio. Assim, ao fim de sua existência, a estrela ejeta no espaço estes novos elementos criados. Desta forma, a água é comumente encontrada no meio interestelar, já que, no estágio atual de evolução do Universo, ambos os constituintes da água estão entre os elementos mais abundantes. Contudo, acredita-se que seu processo de formação seja auxiliado pela presença de grãos de poeira no meio, que facilitam a ligação entre os átomos de hidrogênio e oxigênio.

### Abundância no Sistema Solar

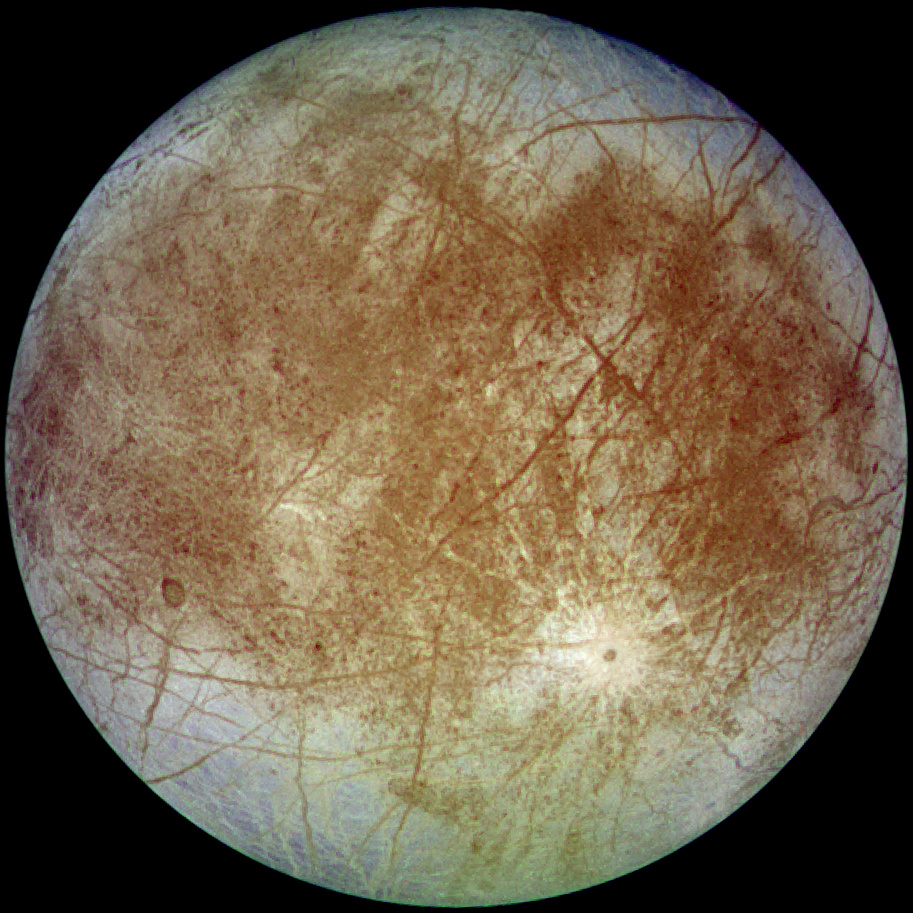
Europa, um satélite de Júpiter, possui grande quantidade de água em sua formação. A água é comum por todo o Sistema Solar

A água é relativamente comum por todo o Sistema Solar. Mesmo Mercúrio, o planeta mais próximo do Sol possui massas de gelo em crateras que não recebem luz solar em seus polos. Vênus possui uma espessa atmosfera que possui traços consideráveis de vapor de água que contribuem para a manutenção do intenso efeito estufa do planeta. Na Lua, quantidades consideráveis de gelo estão presentes em crateras que não recebem diretamente luz solar em ambos os polos. Marte possui formações geológicas que fortemente evidenciam a existência de água líquida em abundância em sua superfície em algum momento no passado. Contudo, devido a baixa pressão atmosférica atual, a água só existe no planeta sob a forma de gelo ou vapor. As calotas polares do planeta possuem quantidade considerável de gelo sob as camadas sazonais de dióxido de carbono sólido que se formam no inverno.

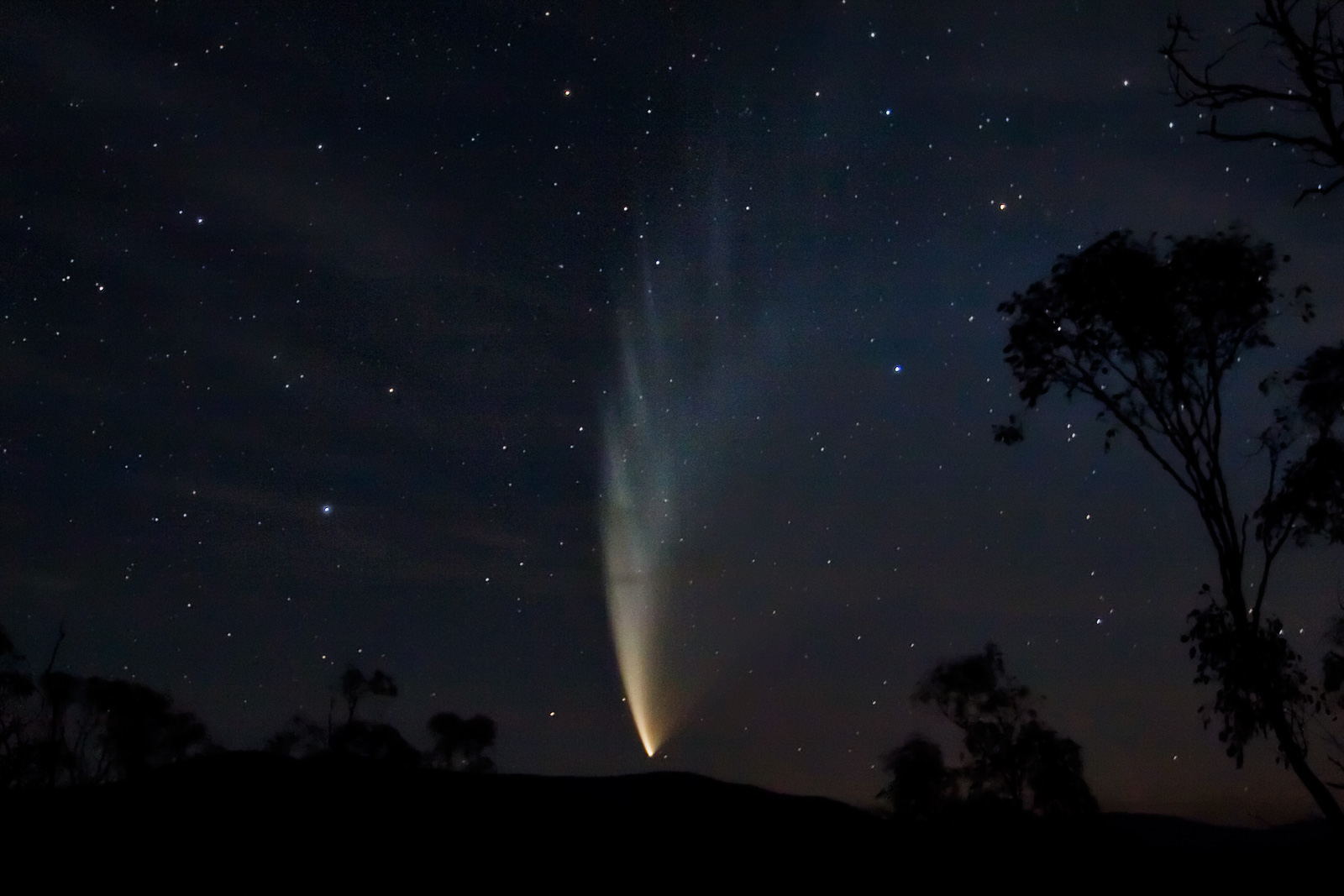
Cometa McNaught, que passou próximo à Terra em 2007. Os cometas em geral contém grande quantidade de gelo.

Júpiter e Saturno possuem vapor de água em suas atmosferas e podem conter camadas da substância em seu interior. Urano e Netuno possuem grandes quantidades de água, além de metano e amônia, tanto em suas atmosferas quanto em suas camadas inferiores, onde deve adquirir características exóticas, dada a imensa pressão e temperatura às quais estaria submetida. Grandes massas de água estão presentes ainda, na maioria dos satélites naturais destes planetas. Uma das ocorrências mais notáveis está em Europa, que orbita Júpiter, onde pode existir um grande oceano líquido sob a camada de gelo que recobre o satélite. Outro candidato a possuir um oceano líquido em seu interior é Encélado, um satélite de Saturno, que possui gêiseres e criovulcões que ejetam água acima da superfície recoberta por gelo. Outros satélites, corpos menores e planetas anões afastados do Sol possuem camadas de gelo ao seu redor. Em especial destacam-se os cometas, grandes aglomerados de gelo e poeira que viajam pelo Sistema Solar e, quando aproximam-se do Sol, ejetam vapor e partículas que formam sua cauda cometária.

### Na Terra

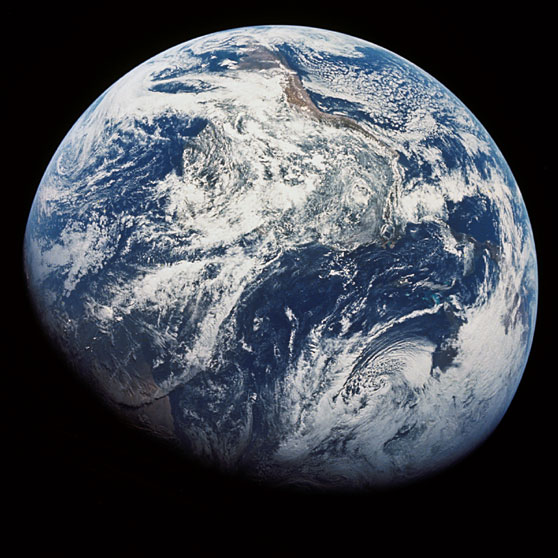
A Terra possui a maior parte de sua superfície coberta por água em estado líquido. Fotografia do planeta feita pela tripulação da em 1968.

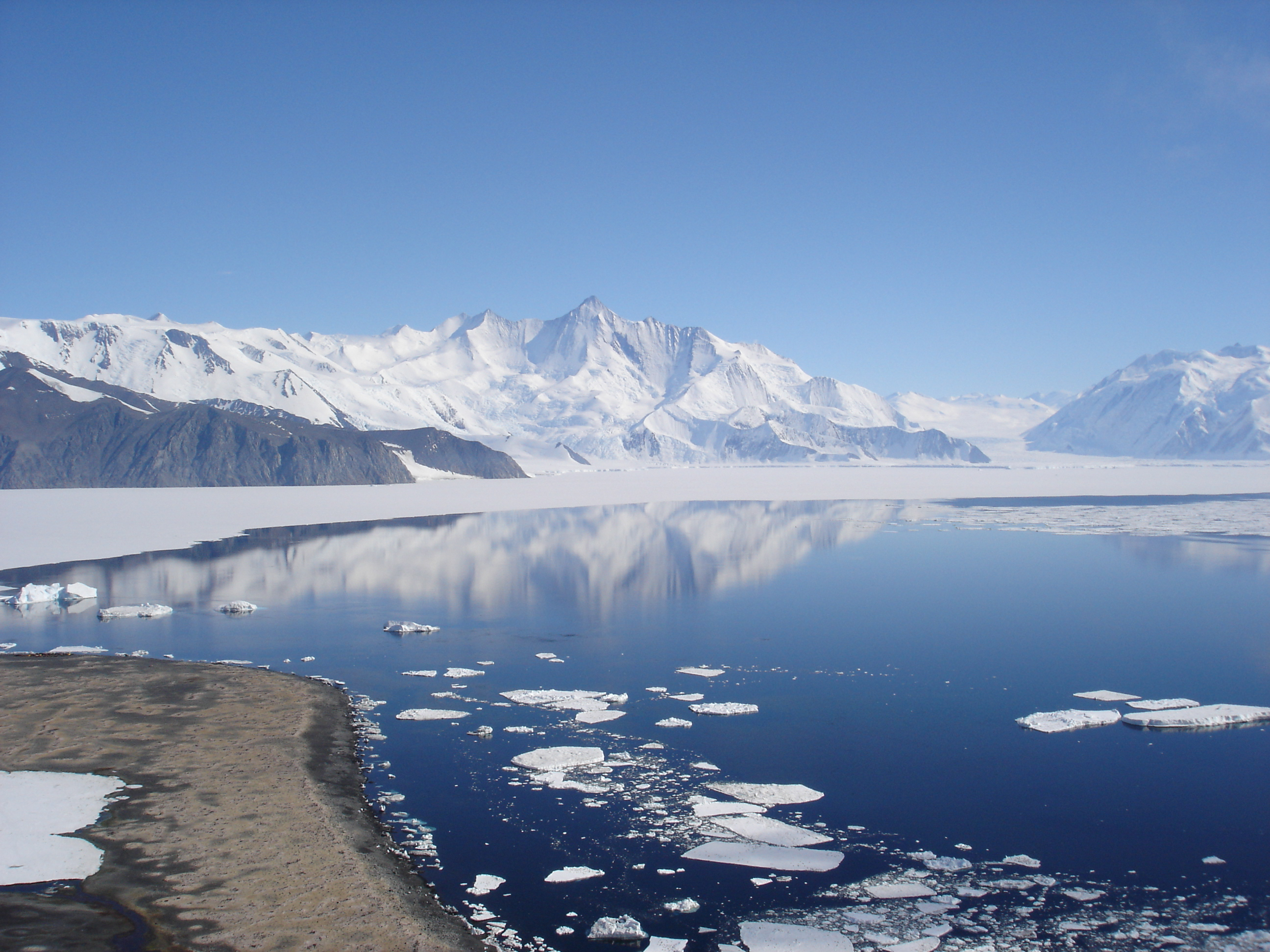
Na Antártida estão as maiores massas de gelo do planeta. Na foto, o Monte Herschell, parte dos Montes Transantárticos na região da Terra de Vitória.

A posição favorável da Terra na zona habitável do Sistema Solar permite que a água ocorra naturalmente em seus três estados físicos. A superfície do planeta é coberta em mais de três quartos por um grande oceano de água líquida, além de grandes massas de gelo calotas polares, o vapor presente na atmosfera e a água que circula sobre os continentes em rios e lagos. Entretanto, toda a massa de água representa somente 0,02% da massa total do planeta. Todos os recursos hídricos globais formam a hidrosfera terrestre. Uma quantidade considerável pode existir ainda misturada ao magma no manto terrestre.
Ainda não há consenso sobre como se deu a origem da água no planeta. Por um lado acredita-se que a água provém do próprio processo de acreção de hidrossilicatos durante a formação da Terra. Estes compostos posteriormente liberaram as moléculas de água que viriam a formar os oceanos primitivos. Contudo, uma provável fonte seria a grande quantidade de cometas, meteoroides e asteroides que atingiram a Terra durante o último bombardeio tardio, um evento turbulento nos primórdios do Sistema Solar. Esta teoria é apoiada pelo fato de que a proporção entre hidrogênio e deutério (um isótopo do hidrogênio) presentes no gelo dos cometas e nos oceanos da Terra ser similar.

#### Oceanos
Os oceanos constituem uma grande massa de água líquida que ocupa 71% da superfície do planeta e possuem espessura média de 3,7 km. Embora sejam divididos em oceanos Pacífico, Atlântico, Índico e Ártico, são comumente referidos como um único oceano global, já que estão todos conectados entre si. Os oceanos são divididos em duas camadas principais de acordo com a profundidade. A camada superficial, com apenas cem metros de espessura, é aquela onde a luz solar consegue penetrar exibindo, assim, um grande dinamismo. As águas profundas, por outro lado, permanecem em constante frio e escuridão com temperatura praticamente uniforme.

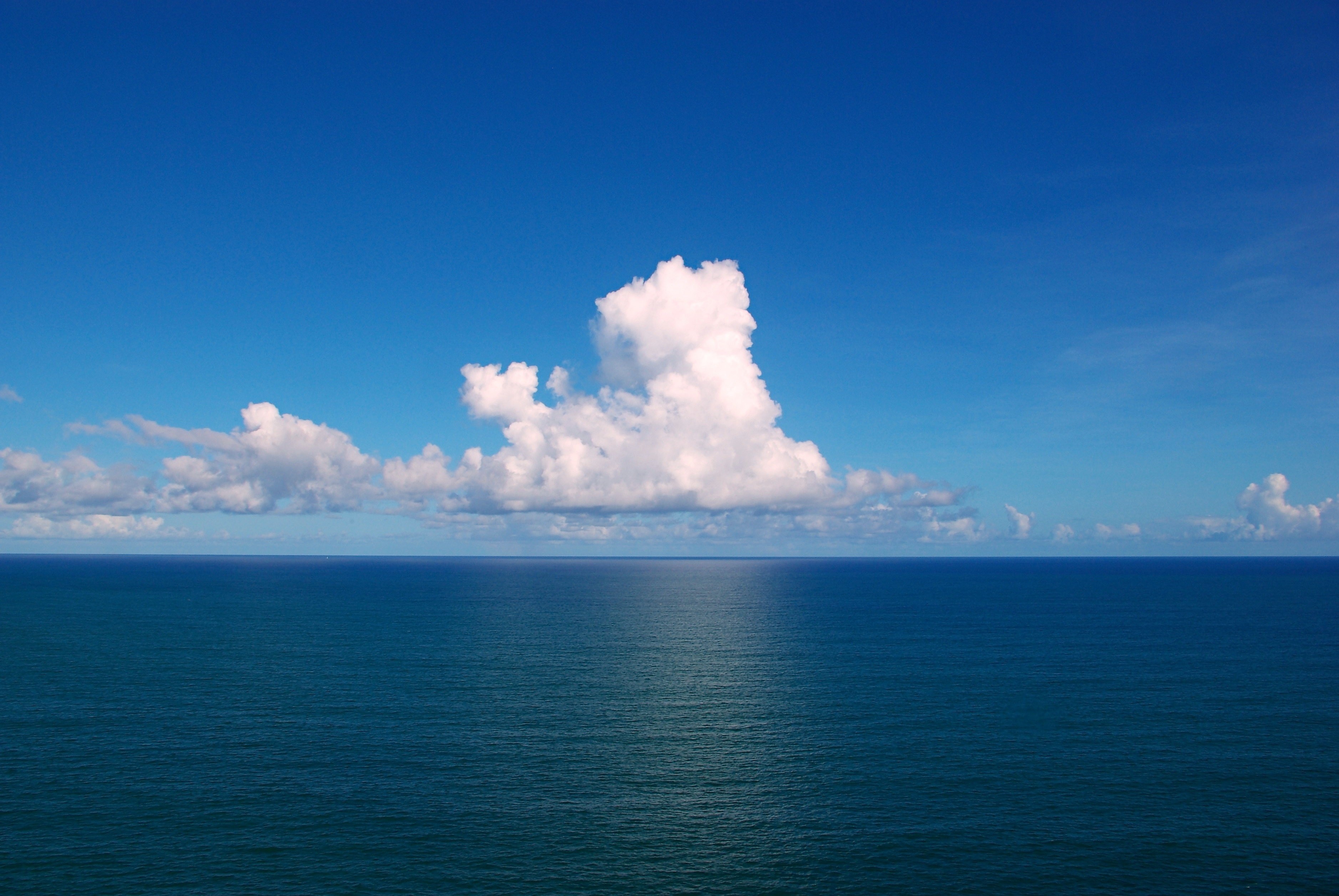
Oceano Atlântico próximo a Salvador, no Brasil. Os oceanos cobrem quase três quartos da superfície do planeta.

A água do mar tem como característica principal a quantidade considerável de sais dissolvidos, especialmente cloreto de sódio, sendo que sua salinidade é de cerca de 34 gramas de sais dissolvidos para cada quilograma de água. Isto altera o ponto de fusão da água, que passa a ser de -2 °C.
Em função de possuir uma grande capacidade térmica, os oceanos armazenam grandes quantidades de energia provenientes do Sol e, assim, regulam o clima na Terra. A circulação superficial ocorre no plano horizontal e é determinada por diversas forças, como o efeito Coriolis, os ventos dominantes e a temperatura superficial. Por outro lado, em regiões profundas, ocorre a circulação termoalina, movida pela diferença de densidade e de salinidade da água. As águas oceânicas movem-se, ainda, sob a ação de forças gravitacionais da Lua e do Sol que causam as marés, e também por movimentos da crosta que por vezes ocasionam tsunamis.

#### Água doce
Menos de três por cento da água da Terra encontram-se fora das massas líquidas dos oceanos e, geralmente, possuem concentrações bem menores de sais minerais, sendo denominada como água doce. A maior parte da água doce do planeta, entretanto, está contida em geleiras continentais e nas calotas polares, com destaque para a Groenlândia e Antártida, que contêm juntas mais de 99% de todo o volume de gelo do planeta.
Somente 0,65% da água do planeta encontra-se sobre os continentes na forma de rios, lagos e água subterrânea. Usualmente pequenos cursos d'água surgem em altitudes elevadas e fluem para regiões mais baixas, onde ganham volume ao se juntar com outros afluentes, formando, assim, um rio, que segue até, na maioria das vezes, desaguar no oceano. Ao percorrer seu trajeto, a água leva consigo sedimentos, matéria orgânica e sais dissolvidos e os transporta até o mar. Lagos são grandes retenções de água que cobrem 1,8% da área dos continentes e não necessariamente são formados por água doce. Lagos artificiais são criados pelo represamento de rios para diversas finalidades, principalmente para geração de energia. Boa parte da água encontra-se, ainda, sob o solo, na forma de água subterrânea
Distribuição da água na Terra (valores percentuais aproximados).

#### Ciclo da água

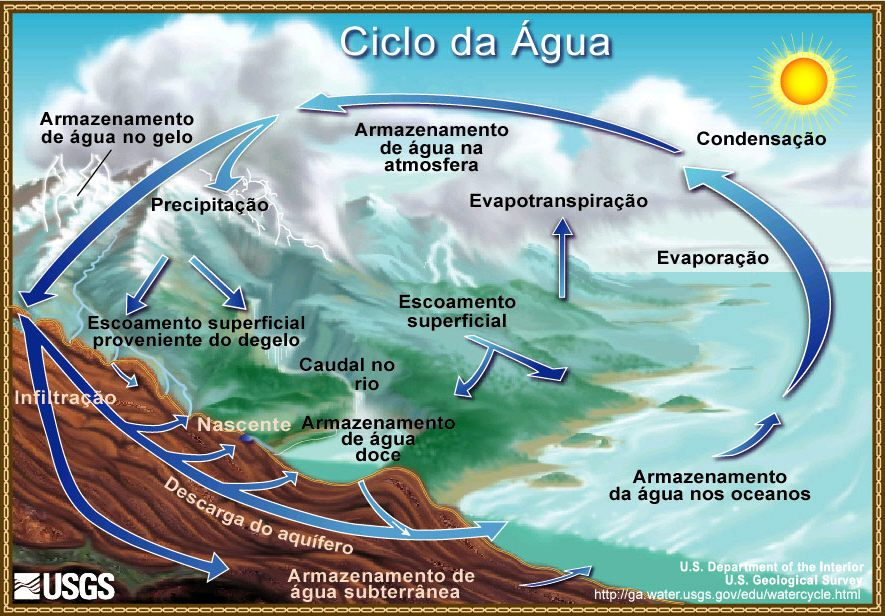
Representação esquemática das principais etapas do ciclo da água

A água circula pela atmosfera e litosfera através de um ciclo hidrológico. A radiação solar incidente sobre os oceanos fornece energia suficiente para que ocorra a evaporação, passando assim a formar parte da atmosfera e circular conforme os ventos dominantes. Ao atingir camadas mais frias, o vapor se condensa, formando nuvens, aglomerações de gotículas de água líquida ou mesmo gelo.
O vento transporta as nuvens para outras regiões, onde, sob certas condições, ocorre a precipitação sob a forma de chuva, granizo ou neve. Esta precipitação pode acontecer sobre as geleiras, onde são incorporados às massas de gelo existentes, sobre os oceanos e sobre os continentes. Neste último caso, a água escoa sobre o solo, abastecendo rios e lagos, ou infiltra-se para as camadas inferiores do solo, onde constitui as águas subterrâneas que normalmente emergem à superfície como pontos de descarga de aquíferos. Os fluxos de água líquida normalmente seguem em direção ao oceano. Contudo, parte da água sobre o continente sofre ainda o processo de evapotranspiração, causado pela evaporação direta da água sobre o solo, de rios e lagos e também pelo processo de transpiração das plantas, retornando, assim, à atmosfera. De fato mais de três quartos da precipitação que ocorre no planeta acontece sobre o oceano, embora a quantidade evaporada seja ainda maior, o que permite a distribuição de parte da água sobre os continentes.

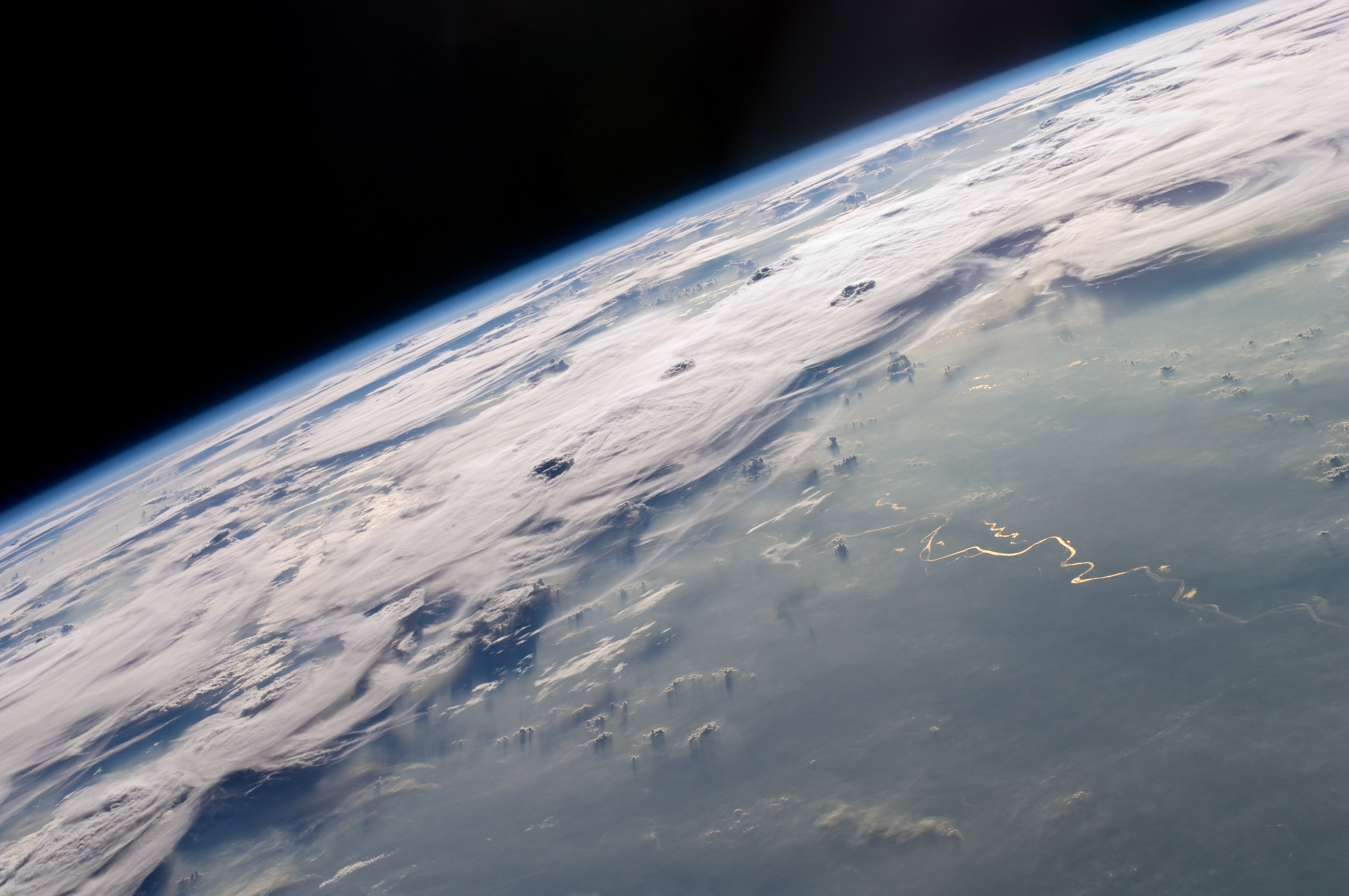
Fotografia do limbo da Terra visto da Estação Espacial Internacional, sobre o Norte do Brasil. A vegetação da Amazônia, maior floresta tropical da Terra, influencia fortemente o ciclo da água regional.

De fato o ciclo hidrológico é um fator determinante para o clima da Terra, uma vez que é responsável por uma parcela importante da circulação de energia na atmosfera, absorvendo-a do Sol para se transformar em vapor e liquefazendo-se ou solidificando-se posteriormente. A umidade relativa do ar determina a razão entre a pressão de vapor local e a pressão de saturação, que influencia na taxa de evaporação. O teor de vapor de água não supera o valor de saturação, de forma que se mais vapor for introduzido na atmosfera, parte dele se condensa, atingindo o ponto de orvalho. O crescimento das gotículas de água nas nuvens ocorre quando o ar ao seu redor está saturado, permitindo que a mesma agregue para si moléculas de água. Na superfície, este processo origina os nevoeiros. Quando atingem tamanho suficiente, as gotas de água caem sob a forma de chuva ou garoa, ou mesmo granizo, que são pedras de gelo. No mundo, as regiões mais úmidas encontram-se nos trópicos, devido principalmente à alta taxa de evaporação. Quando o volume de chuva é muito grande, ocorrem enchentes e inundações. Quando a temperatura é baixa, ocorre a precipitação sob a forma de neve. O relevo também influencia a distribuição da precipitação global propiciando, por exemplo, a formação de chuva orográfica. O ciclo da água é uma das principais causas do intemperismo das rochas, originando solos. A luz solar, ao incidir sobre as gotículas de água ou gelo na atmosfera, gera ainda fenômenos ópticos, dentre os mais notáveis o arco-íris.
O vapor de água, assim como o gás carbônico, contribui para o efeito estufa, absorvendo radiação eletromagnética de longos comprimentos de onda. Contudo, as nuvens refletem boa parte da energia proveniente do Sol de volta para o espaço, de forma que não atingem a superfície. Por outro lado, as nuvens também contribuem para reter a radiação térmica emitida pela superfície, não permitindo que escape para o espaço. Contudo, sua capacidade de absorção e de reflexão de radiação é influenciada pelo tamanho das gotículas, de sua altitude e de sua espessura. Em média a reflexão da energia solar para o espaço supera a retenção da radiação térmica terrestre, pelo que as nuvens contribuem principalmente em reduzir a temperatura da Terra.

## Importância biológica

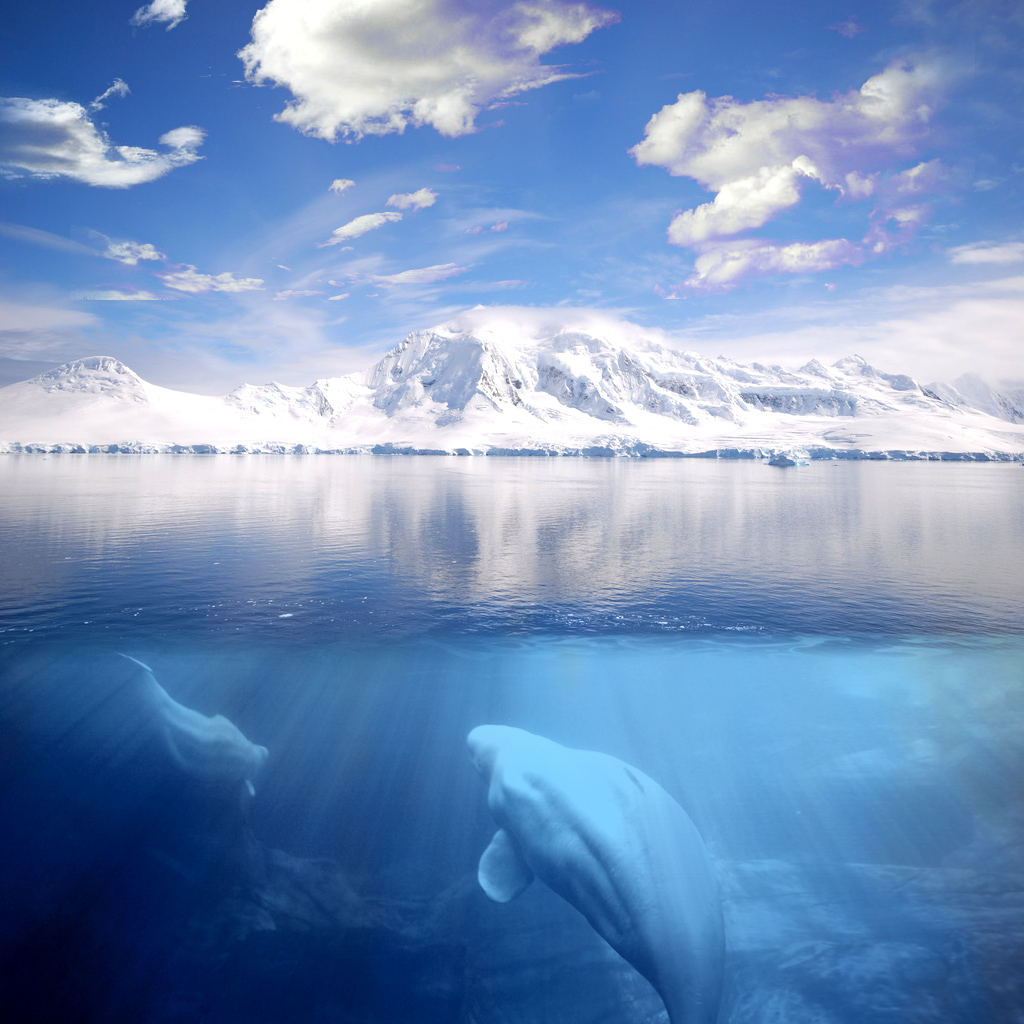
Representação da água em seus três estados físicos na natureza: o oceano líquido, o gelo sobre as montanhas e o vapor invisível no céu

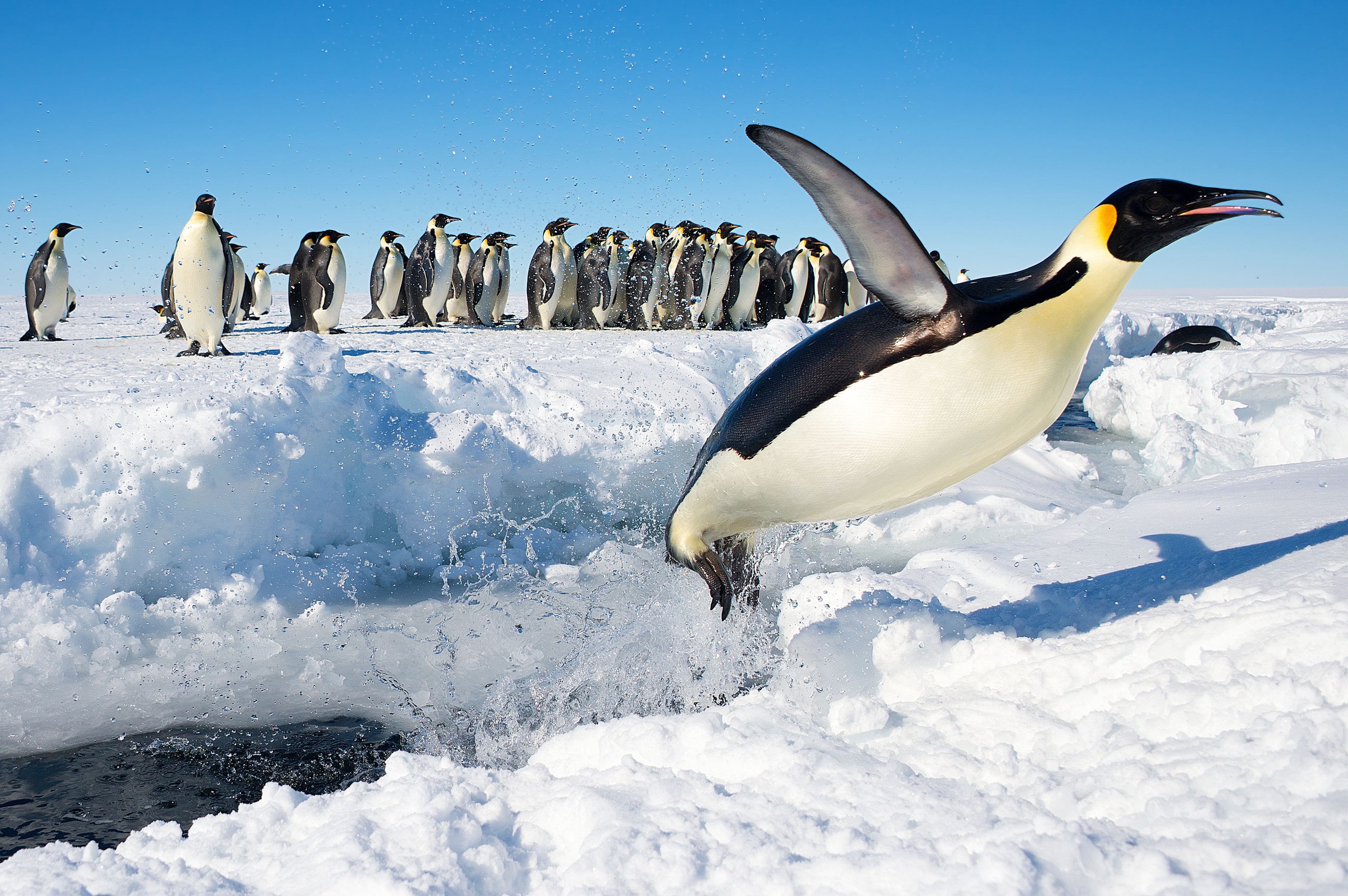
Um pinguim-imperador saltando para fora da água na Antártida. Estas aves são altamente adaptadas ao ambiente aquático.

A água é de fundamental importância para todos os seres vivos na natureza. Este fato reside na sua capacidade de mediar reações bioquímicas tanto no interior quanto entre as células dos organismos. Muitas das características não usuais da água são essenciais para a evolução da vida na Terra, a começar por sua capacidade de atuar como solvente para inúmeras substâncias. De fato a abundância e as temperaturas elevadas de fusão e ebulição permitiram o surgimento de grandes oceanos na Terra primitiva onde a vida teve origem. A elevada capacidade térmica da água e sua maior densidade em relação ao gelo contribuíram para que as primeiras formas de vida conseguissem evoluir apesar das constantes mudanças climáticas e cataclísmicas pelas quais o planeta passou ao longo de sua história. Isto porque em um oceano ou lago a água congela de cima para baixo, o que frequentemente permite a sobrevivência dos seres aquáticos sob o gelo. Embora as plantas e posteriormente animais evoluíram para a vida terrestre, sua dependência com a água jamais foi quebrada.
A fotossíntese depende das moléculas de água para sua ocorrência, uma vez que, por meio da hidrólise, as moléculas são quebradas por ação da luz solar e se recombinam com o gás carbônico para formar a glicose, composto rico em energia, necessários à sobrevivência da planta. A respiração, por outro lado, tem a água como um de seus produtos resultantes.
O corpo humano é constituído em média 60% em massa de água, cuja distribuição varia conforme o tecido. Enquanto o tecido adiposo praticamente não contém água, os músculos esqueléticos são constituídos por 73% de água. O plasma sanguíneo chega a ser constituído em mais de 90% de água. O suor, utilizado para manter a temperatura corporal constante em cerca de 37 °C, é uma das principais causas de perda de água do organismo que acontecem continuamente, mas em especial quando ocorre a prática de uma atividade física intensa. A água é também o principal componente da urina, que carrega consigo os rejeitos gerados pelo metabolismo que precisam ser excretados. No total, cerca de dois litros de água são perdidos diariamente do corpo de uma pessoa adulta. Desta forma, a mesma quantidade deve ser reposta para evitar a desidratação, através do consumo de água tratada e alimentos ricos em água, como frutas e vegetais. A sensação de necessidade de água chama-se sede e é controlada pelo hipotálamo. Dada a sua importância para o transporte de substâncias e para a manutenção da temperatura corporal, os efeitos da desidratação são logo percebidos e, no caso de nenhuma ingestão de água, o indivíduo morre em no máximo quatro dias.
A busca de vida extraterrestre é baseada primariamente na busca de locais onde a água possa ocorrer em estado líquido, pois a vida como a conhecemos teve origem em um ambiente aquoso, onde diversas reações químicas transcorreram para que surgissem as primeiras células que podiam se autoduplicar.

### Vida aquática

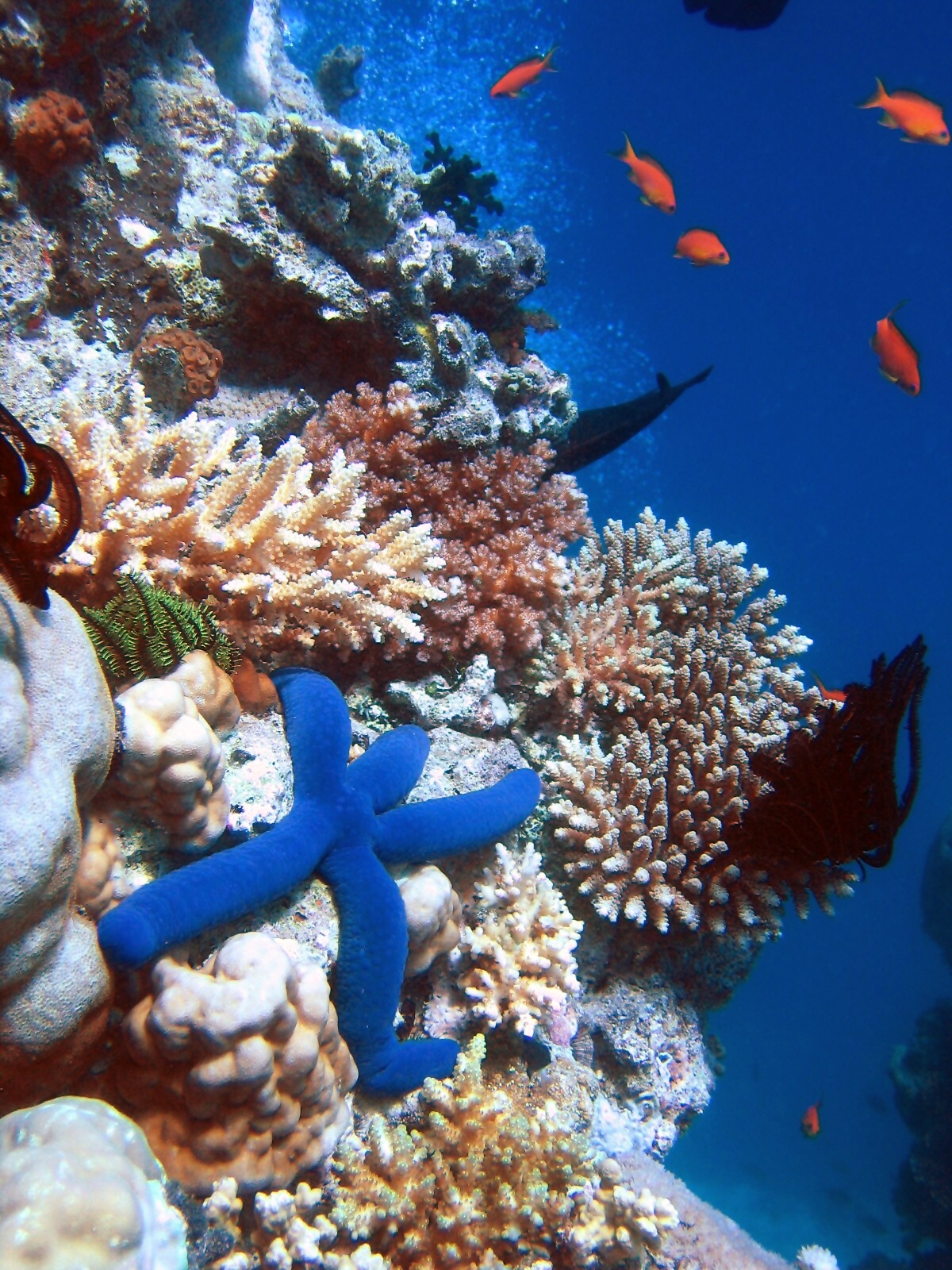
Os recifes de corais concentram uma grande quantidade de espécies marinhas. Em primeiro plano, a estrela do mar Linckia laevigata, num recife da Grande Barreira de Coral da Austrália.

Uma grande variedade de seres vivos habitam as águas do planeta, a começar pelos vírus, abundantes sobretudo nas águas superficiais. Os primeiros habitantes dos mares, as bactérias, evoluíram em quantidade e em diversidade e constituem um elemento fundamental dos ecossistemas marinhos atuais. Destacam-se nesse conjunto as cianobactérias, capazes de realizar fotossíntese. Fungos também estão presentes em ambientes marinhos. Contudo, algas marinhas microscópicas coletivamente chamadas de fitoplâncton, são os principais produtores nos oceanos e na água doce. Pequenos animais microscópicos são coletivamente chamados de zooplâncton e se alimentam sobretudo do fitoplâncton. Estes flutuam ou se mantém suspensos na água e servem como alimento para peixes pequenos como anchovas e sardinhas. Nas águas frias e férteis da Antártida, por outro lado, o zooplâncton, sobretudo o krill, serve como base alimentar para a maior parte das espécies de animais maiores que habitam o continente.
Nos oceanos encontram-se grandes recifes de corais, grandes concentrações de biodiversidade marinha. Dentre os vertebrados, os peixes constituem o maior número de espécies, que possuem brânquias ao invés de pulmões para obter oxigênio na respiração. Os mamíferos, como golfinhos e baleias, por outro lado, precisam emergir à superfície periodicamente para respirar. Espécies de aves, como patos, gaivotas e pinguins possuem seus hábitos de vida diretamente associados ao ambiente aquático.
Mesmo nas regiões mais profundas das regiões abissais e hadais onde, apesar das extremas condições de pressão, temperatura e ausência completa de luz, algumas espécies conseguiram se adaptar desenvolvendo características especiais, dentre elas a bioluminescência. Os seres vivos nesta zona, entretanto, estão distribuídos de forma mais esparsa.

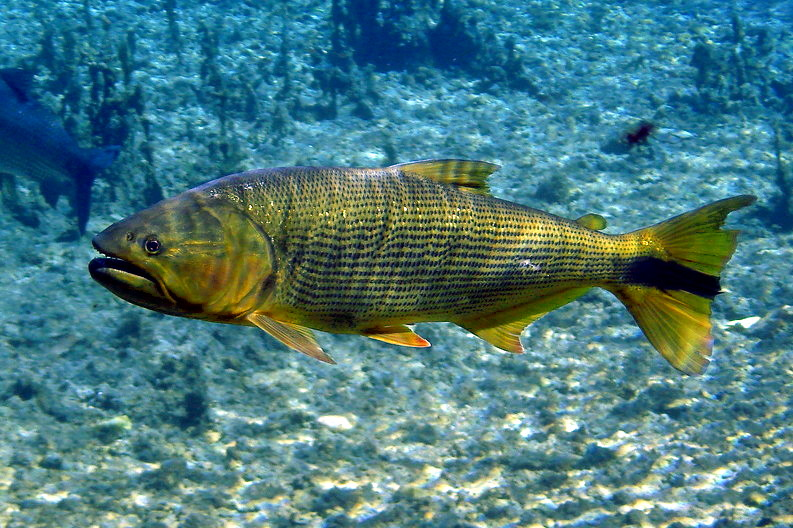
O dourado, um peixe nativo da bacia do rio da Prata

No litoral, onde a o nível do mar muda periodicamente conforme as marés, vivem organismos especialmente adaptados, que se mantém úmidos durante a maré baixa e resistem às ondas que incidem sobre a costa. Baías, estuários e deltas, onde água doce e salgada se encontram, são ricos em biodiversidade, sobretudo por conta dos nutrientes carregados pelos rios, fornecendo condições para que muitas espécies se desenvolvam. Nas massas de água doce do planeta existe também uma biodiversidade igualmente importante para os ecossistemas terrestres, com representantes das maioria dos grupos de organismos da Terra, alguns com maior diversidade em relação a ambientes marinhos, como os insetos e aracnídeos. O processo de evolução de algumas espécies de invertebrados passou do estágio marinho para o terrestre para posteriormente se adaptarem ao ambiente de água doce. Dentre os vertebrados, os peixes são os mais representativos, embora outros grandes grupos, como mamíferos e aves possuam parte de sua existência associada diretamente aos ambientes aquáticos, enquanto anfíbios gastam parte de seu ciclo de vida na água.

## Importância para a humanidade

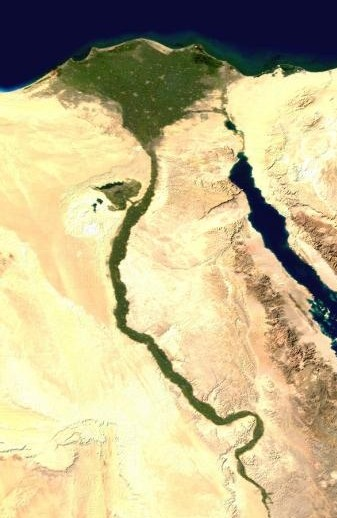
Composição fotográfica de satélite do vale do rio Nilo, que corta o Saara no norte da África, trazendo fertilidade e abundância em meio à aridez do deserto

De fato a relação com os recursos hídricos terrestres vai muito além de sua necessidade fisiológica para a humanidade. Desde o início da história humana, o desenvolvimento dos primeiros assentamentos não era feito longe de rios e lagos, onde a água trazia consigo grande abundância de alimentos. Grandes civilizações desenvolveram-se ao longo de rios, como os egípcios que habitavam as margens do rio Nilo, a Babilônia ao longo dos rios Tigre e Eufrates, dentre muitas outras, onde a água passava a ser utilizada também como meio de transporte, comércio e desenvolvimento. Sistemas de irrigação foram igualmente importantes para a produção de alimentos, especialmente em regiões áridas como no Crescente Fértil. Os romanos fizeram avanços nas técnicas de distribuição de água ao construir centenas de quilômetros de aquedutos por toda a Europa.
A água mantém a vida na Terra e também sustenta todo o estilo de vida da humanidade de forma indispensável, sendo usada para consumo e higiene, produção de alimentos, navegação e geração de energia, dentre muitos outros. Contudo, o uso de quantidades cada vez maiores de água e a falta de cuidado com os dejetos gerados trouxeram uma série de problemas que comprometem a qualidade e a durabilidade dos recursos hídricos. Além disso, apesar de milênios de desenvolvimento do uso dos recursos hídricos, uma fração considerável da população mundial ainda não tem acesso à água de qualidade nem mesmo para consumo próprio.
A crescente população e demandas econômicas globais impõem a necessidade de se ampliar o consumo de água para a produção de alimentos e para a indústria. Entretanto os resíduos destas atividades são, em sua maioria, liberados sem nenhuma forma de tratamento para o ambiente comprometendo não só a água, mas todo o ecossistema que dela depende. O ciclo hidrológico terrestre é o mais afetado pelas mudanças climáticas atualmente em progresso, o que têm impacto direto na disponibilidade de água doce em rios, lagos e geleiras. A mudança pode acarretar a diminuição do volume disponível para o consumo humano, irrigação de lavouras e até mesmo para a geração de energia hidroelétrica. De fato o planeta possui uma quantidade absoluta de água que se mantém, mas a maior parte dela está sob a forma de água salgada ou em geleiras. Desta forma, a mínima fração restante sobre os continentes é a única disponível para uso humano direto. Situações de escassez são causadas pela distribuição desigual dos recursos hídricos sobre as terras emersas, que se mantém em um equilíbrio delicado e sujeito à sofrer tanto com fatores climáticos quanto com ações humanas.
Diante de sua necessidade, a água é tema de disputas políticas, pelo que deve existir uma legislação que permita o uso apropriado dos recursos hídricos. Legislação relacionada com a água não é algo recente, esteve presente desde as antigas civilizações chinesas, egípcia e da Mesopotâmia. Contudo somente há algumas décadas surgiu a necessidade de se criar uma forma de governança global dos recursos hídricos, visto que estão relacionados entre si em diversos aspectos que ultrapassam fronteiras nacionais. Em geral são efetuados acordos internacionais para garantir que todas as nações servidas por um mesmo rio, por exemplo, possam usufruir de seus recursos sem prejudicar os vizinhos. A Organização das Nações Unidas busca em diversos encontros discutir uma política para o gerenciamento da água, mas nenhuma legislação global dos recursos hídricos existe atualmente. Grupos e reuniões internacionais, como o Fórum Mundial da Água, a Associação Mundial para a Água e o Conselho Mundial da Água discutem os temas relacionados ao gerenciamento da água global, mas somente oferecem apoio aos diversos sistemas de governo, ao invés de criar uma legislação específica. A água passa a ser vista também como um importante recurso econômico, pelo que o setor privado também passa a influenciar as decisões políticas. Existe ainda a tendência de que a implementação de políticas seja feita através de regulação própria, usando códigos de conduta, participação voluntária e descentralização.

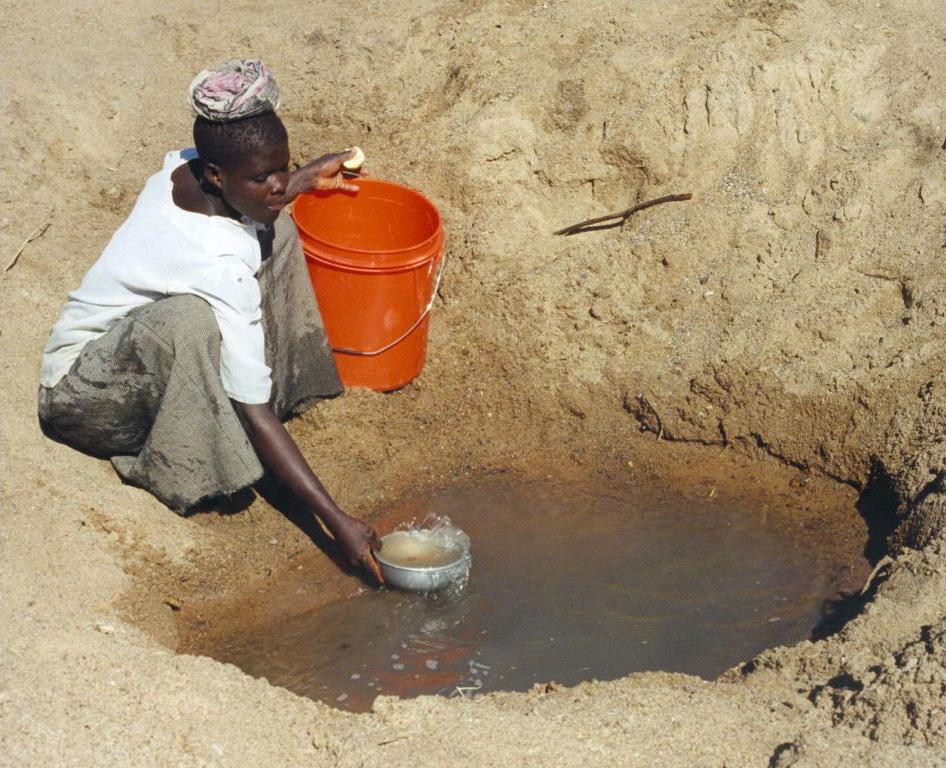
Para mais de 750 milhões de pessoas, a falta de água potável ainda é uma realidade, como no distrito de Meatu, no norte da Tanzânia

### Água potável

Porcentagem da população com acesso à água potável por país (2012).
90% - 100%
76%-90%
50%-75%
0%-50%
Sem dados

É essencial para manutenção da saúde e do bem-estar de todo ser humano o acesso à água potável. Água potável é aquela que pode ser consumida sem nenhum risco de contaminação por agentes químicos ou biológicos a curto e longo prazo. A qualidade da água, por outro lado, está relacionada com todas as substâncias químicas, partículas e microrganismos que estão contidos em si. Geralmente é grande a quantidade de substâncias dissolvidas ou em suspensão, dada a elevada capacidade da água de diluir materiais.
O consumo de água no mundo durante o último século aumentou mais que seis vezes, enquanto a população mundial cresceu quatro vezes, sendo as principais causas a industrialização e a mudança no estilo de vida humano. Contudo, mais de 750 milhões de pessoas em todo o mundo (em 2012) ainda consomem água sem nenhum tipo de tratamento. De fato, nas últimas décadas tem havido uma redução significativa na porcentagem da população nessas condições, especialmente nos países em desenvolvimento. Mas nas regiões mais pobres, em especial na África Subsaariana, houve pouco progresso, e mais de 325 milhões de pessoas ainda consomem água sem nenhum tratamento, sobretudo na zona rural. Mais de 2,5 bilhões de pessoas em todo o globo ainda não possuem condições adequadas de saneamento básico, e o avanço para a redução deste número tem sido lenta, sobretudo na África Subsaariana e no sul da Ásia.
Mais da metade da população mundial recebe água encanada diretamente em seus lares. Normalmente os sistemas de tratamento de água removem os microorganismos e substâncias perigosas utilizando principalmente cloro para desinfecção, tornando-a potável. Novos métodos de tratamento de água eletroquímicos e fotoquímicos são mais eficientes do que os métodos químicos convencionais. Nos últimos anos houve ainda o crescimento do consumo de água engarrafada que, a princípio, possui graus ainda mais elevados de pureza. Águas minerais são aquelas que contém diluídas consideráveis quantidades de sais minerais que em geral são benéficos á saúde. A dureza da água refere-se à quantidade de minerais diluídas, sendo que a água dura apresenta maior teor de substâncias minerais dissolvidas. Água destilada, por outro lado, obtida pelo processo de destilação, apresenta os maiores graus de pureza.
Água contaminada traz diversos riscos à saúde de quem a consome. Muitas doenças são causadas pelo consumo de água imprópria, geralmente contendo microorganismos danosos. A diarreia, causada por diversos fatores como o rotavírus, é a principal causa de morte, sendo responsável por mais de 1,7 milhões de mortes em todo o mundo anualmente, sendo a maior parte das vítimas crianças entre 0 e 5 anos. Doenças parasitárias como esquistossomose e oncocercose também são comuns em regiões tropicais, onde utilizam a água como meio de propagação. Doenças como malária e dengue, que são transmitidas por mosquitos vetores cuja reprodução depende da água, são também grandes problemas de saúde pública da atualidade. Estima-se que cerca de quatro em cada cinco das doenças e mortes estejam diretamente relacionadas ao uso de água contaminada nos países em desenvolvimento.

#### Poluição

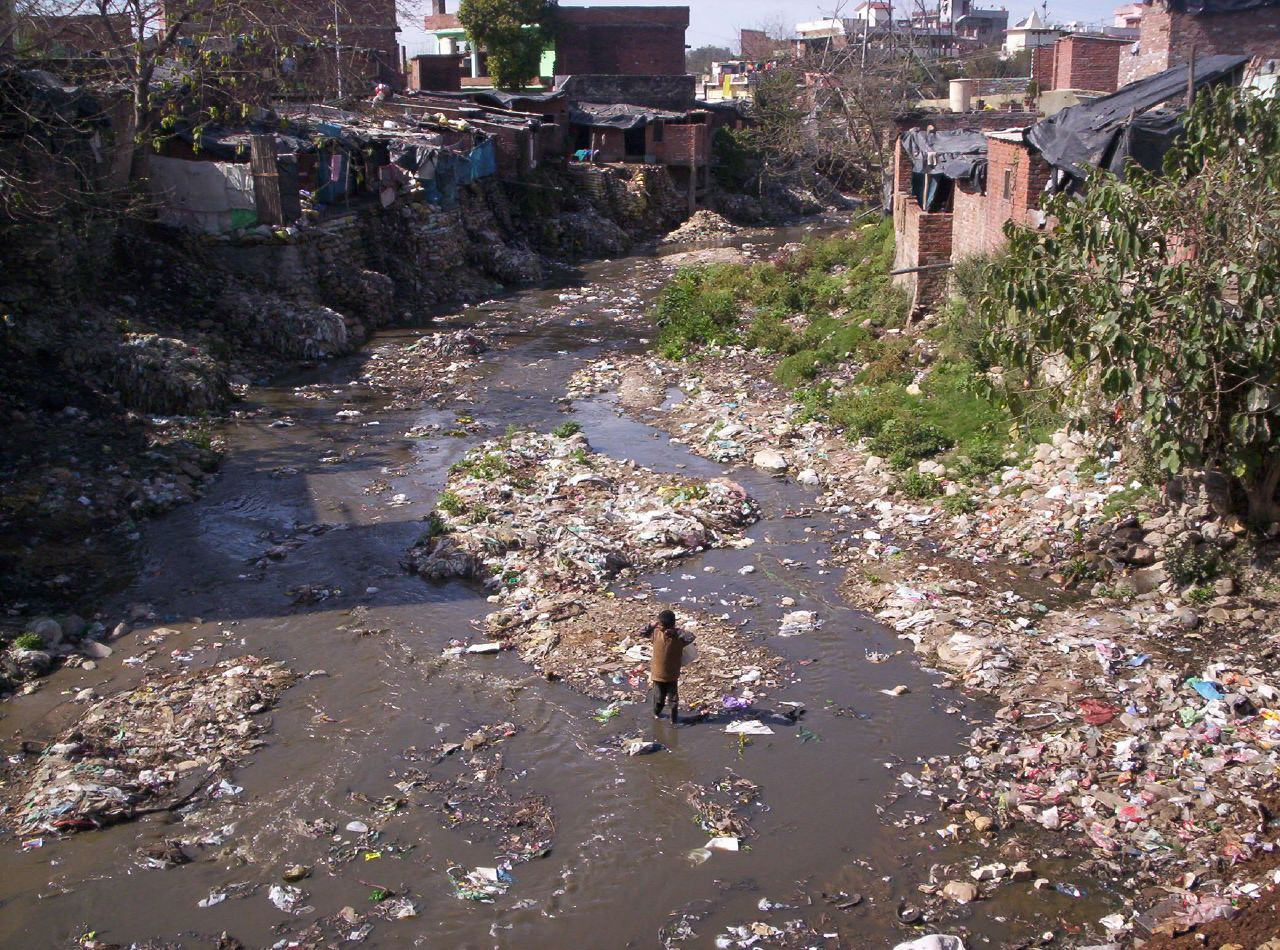
A poluição da água está diretamente relacionada à ocupação desordenada e à transmissão de doenças. Na foto, criança em um córrego extremamente poluído que corta uma favela na Índia.

Apesar da água ser um recurso abundante na Terra, somente uma pequena fração encontra-se disponível para o uso e exploração direta. Nas últimas décadas, o problema da poluição hídrica tem se tornado cada vez mais significativo, de forma a comprometer parte dos recursos já limitados. As características da água que a fazem tão essencial para a vida também tendem a torná-la suscetível à poluição, quando por intermédio de causas naturais e atividades humanas adquire substâncias, partículas e microorganismos que a tornam imprópria para o consumo humano, para a produção de alimentos e prejudicial ao meio ambiente. Os poluentes químicos são os mais comuns, pois permanecem dissolvidos na água.
Os poluentes podem vir de diversas fontes antes de atingirem os corpos d'água. A poluição atmosférica introduz no meio uma grande quantidade de gases, como dióxido de carbono, dióxido de enxofre e amônia e compostos que, por vezes, interferem no equilíbrio químico da água. Processos naturais como o intemperismo físico em rochas e solos e decomposição de matéria orgânica liberam uma série de íons que, dependendo das condições ambientais, interferem fortemente no ecossistema aquático local. A poluição da água subterrânea se dá a partir do fluxo de poluentes através das camadas do solo, atingindo os lençóis freáticos que frequentemente são fontes primárias da água de rios e lagos.

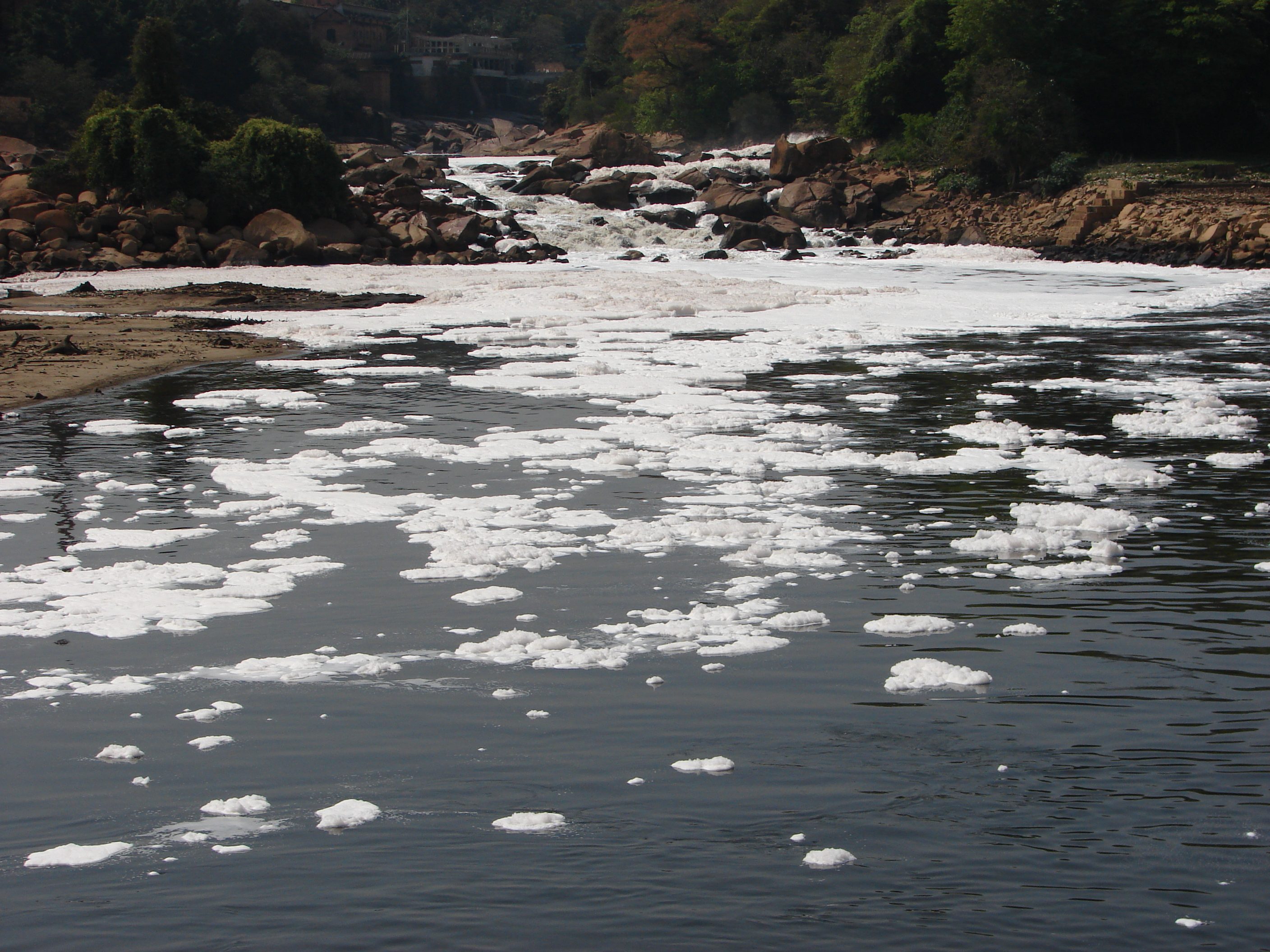
Espuma formada pela poluição no rio Tietê, no Brasil, na altura da cidade de Salto. Embora seja um dos mais importantes para o estado de São Paulo, o rio sofre com a poluição, sobretudo ao cruzar a Região Metropolitana de São Paulo.

Outra fonte importante de poluição são os rejeitos industriais liberados diretamente no ambiente, desde compostos químicos até poluição térmica. Geralmente estes rejeitos contém uma grande quantidade de substâncias químicas que são altamente prejudiciais ao ambiente. Por outro lado, o fluxo de esgoto doméstico das zonas urbanas libera no ambiente uma grande quantidade de produtos químicos e matéria orgânica, desequilibrando fortemente os ecossistemas causando, dentre outros problemas, a eutrofização. Dentre os resíduos domésticos, a água cinza é aquela com baixa quantidade de resíduos, que pode ser facilmente tratada para retornar a um estado de potabilidade. A água negra, proveniente de sanitários, por outro lado, possui maior teor de matéria orgânica e precisam passar por mais etapas de tratamento; A descarga de água proveniente de lavouras carrega consigo considerável quantidade de sais minerais, sedimentos e pesticidas. A erosão contribui para diminuição da qualidade da água, dada a grande quantidade de partículas em suspensão que são introduzidas no meio.
Os poluentes são classificados de acordo com sua natureza em três classes. Os poluentes físicos causam a mudança de temperatura, da cor e da turbidez da água. Os poluentes químicos incluem compostos inorgânicos, desde íons comuns até metais tóxicos, e orgânicos, como detergentes e óleos. Existe ainda a poluição biológica, em que a introdução de bactérias, vírus e parasitas, bem como algas e plantas aquáticas causa danos consideráveis ao equilíbrio do ambiente prejudicando, sobretudo, as espécies nativas.

### Agricultura

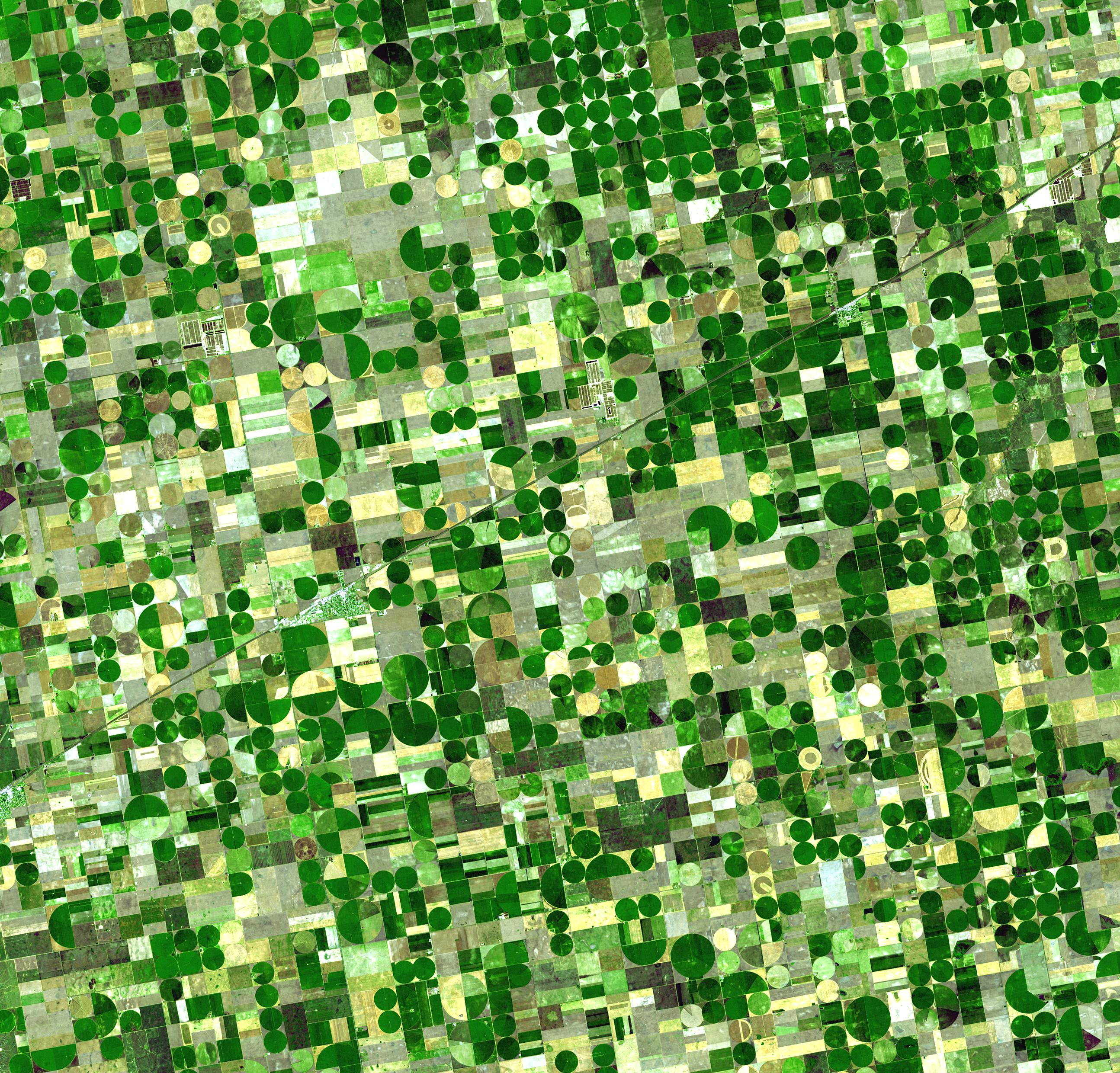
Plantações irrigadas no Kansas, no centro dos Estados Unidos, fotografadas por um satélite artificial. Note as lavouras circulares, características do uso do pivô central de irrigação.

Durante as últimas décadas, o aumento significativo da população mundial implicou no aumento da área cultivada e da produtividade das mais diversas lavouras de interesse econômico. Atualmente mais de 70% de toda a água doce potável do mundo é consumida na irrigação de plantações. Enquanto são gastos em média dois a três litros por pessoa por dia para ingestão e de 30 a 300 litros para higiene e limpeza, são necessários de 2 mil a 5 mil litros por dia para produzir os alimentos consumidos em média diariamente para uma dieta balanceada de uma pessoa.
De fato o crescimento populacional implica o aumento da produção de alimentos o que, a princípio, implica o aumento do consumo de água para irrigação. Contudo, a maior produtividade das lavouras obtidas com pesquisas de melhoramento genético faz com que a taxa de consumo de água não cresça na mesma proporção. Estima-se que entre 2000 e 2030 a produção de alimento deva aumentar 67%, enquanto o consumo de água para este fim deve aumentar somente 14%.
Parte da água utilizada para irrigação evapora e o restante retorna aos rios ou infiltra-se no solo. Contudo, nestes dois últimos carrega consigo uma grande quantidade de sedimentos além de poluentes químicos, como agrotóxicos, além de contribuir para a salinização da área. Mas este segmento também se torna vítima, já que o uso de água contaminada pode prejudicar a produção ao contaminar as lavouras e trazer doenças para os trabalhadores e para o consumidor final.

### Pesca

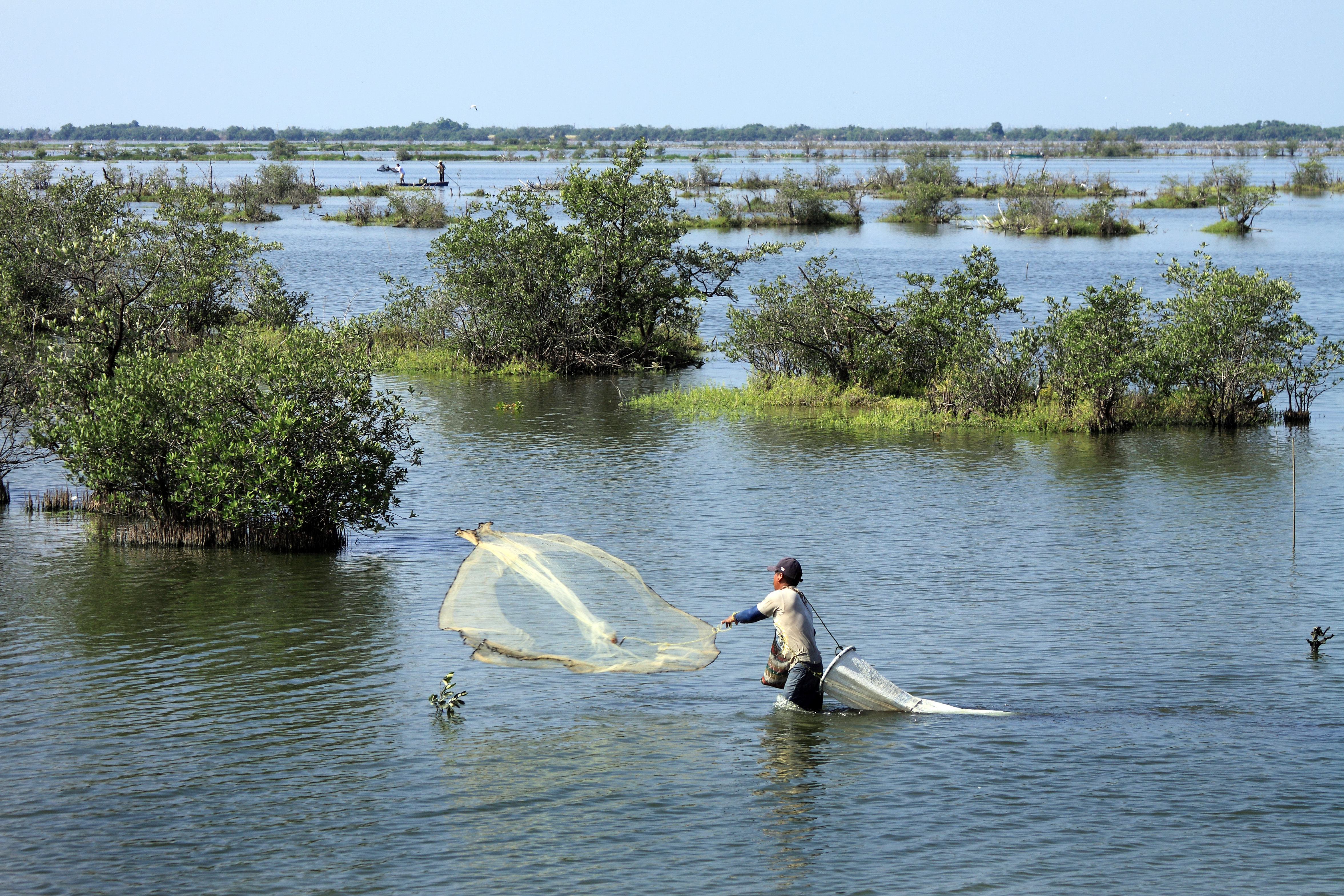
Os produtos da pesca têm importância fundamental para a segurança alimentar da humanidade. Na foto, um pescador de camarões na costa do estado de Naiarite, na costa ocidental do México.

A pesca é de fundamental importância para segurança alimentar global, pois fornece cerca de 16% das proteínas animais consumidas em todo o globo, além de ser uma fonte importante de ácidos graxos e minerais para o corpo. No ambiente natural, os peixes são a principal fonte de comida para as populações humanas. Contudo, conflitos tem surgido por conta da exploração exacerbada de água que teve por efeito adverso a diminuição considerável da quantidade de peixes. O setor da pesca ainda sofre com o avanço de outras atividades, como a agricultura, o desenvolvimento urbano e industrial, o setor energético e o de turismo.
A produção mundial de pescados marinhos manteve-se praticamente constante desde a década de 1990, enquanto a produção em água doce tem mostrado leve aumento. Embora tenha grande potencial para alavancar o desenvolvimento econômico e social de comunidades isoladas, a pesca é frequentemente desconsiderada em projetos de desenvolvimento. A aquacultura, por outro lado, aumentou sua produção em mais de dez vezes entre 1960 e 2000, atingindo mais de 50 milhões de toneladas. Esta tendência tende a permanecer, especialmente por conta do baixo custo e do valor nutricional dos peixes produzidos, bem como a maior demanda do mercado. Um aspecto importante é a competição entre a agricultura, que utiliza grandes volumes de água e, consequentemente, diminui sua vazão e libera poluentes nos rios, e a aquacultura, que precisa de um ambiente aquático saudável que propicie sua maior produtividade.

### Aplicações na indústria, transportes e energia

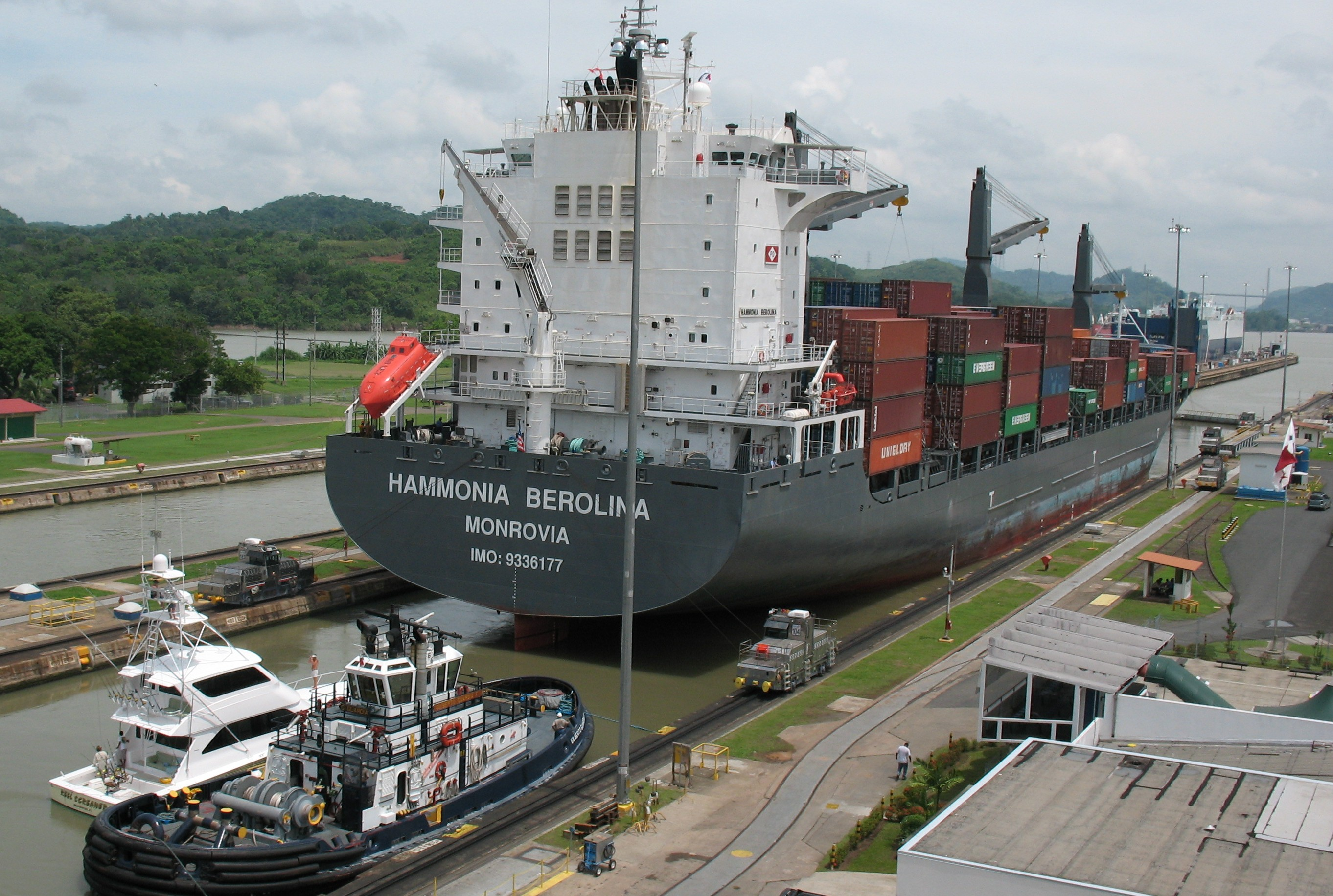
O Canal do Panamá liga os oceanos Atlântico e Pacífico e encurta significativamente as rotas de navegação.

A água é utilizada em uma série de processos na indústria, desde limpeza, para a geração de vapor, para aquecimento ou resfriamento, como transportadora de substâncias ou partículas, como matéria-prima ou diretamente no produto, como no caso da indústria de bebidas. O vapor de água é usado para processos industriais como a oxidação de propano e propileno em ácido acrílico. Vários efeitos possíveis da água nestas reações foram delineados incluindo a interacção física, química da água com o catalisador e a reação química da água com os intermediários da reação. O rendimento de ácido acrílico aumenta entre 0 e 20% em volume de vapor e nivela-se em concentrações mais elevadas. O efeito benéfico do vapor sobre a produtividade correlaciona-se com as alterações dinâmicas da composição superficial do catalisador.
Em virtude da maior eficiência dos processos industriais, a retirada de água para esta finalidade tem se estabilizado por todo o mundo. Contudo, a maior preocupação refere-se ao impacto dos efluentes das indústrias no ambiente, ao invés da quantidade de água retirada.
O setor de transporte hidroviário é de fundamental importância para a economia global, dado o seu custo relativamente baixo. Cerca de 90% do comércio de produtos é feito através deste modal de transporte. Contudo, esta atividade também provoca dados ao ecossistema aquático, sobretudo ao disseminar espécies invasoras, desequilibrando o ambiente.
A economia do hidrogênio propõe que este seja empregado como a principal fonte mundial de energia. A água apresenta-se como uma importante matéria-prima para a produção de hidrogênio, que pode ser obtido através da separação da água por variados métodos, dentre eles a reação de mudança do vapor de água, que possibilita a produção do gás de síntese combustível, rico em hidrogênio, denominado gás de água.
A hidroeletricidade, gerada a partir da utilização da energia potencial gravitacional da água, representa quase um quinto da fonte de energia elétrica do planeta. Usinas geradoras que utilizam diretamente o desnível natural dos rios para geração de energia são consideradas fontes limpas, acessíveis e eficientes. Contudo, grandes projetos que envolvem a criação de imensos lagos artificiais causam maior impacto ambiental, havendo controvérsias sobre o balanço entre os benefícios da energia gerada e o prejuízo para o ambiente e para a população removida das áreas inundadas. A utilização de pequenas centrais hidrelétricas mostra-se como alternativa sustentável para levar energia a comunidades isoladas contribuindo, assim, para a redução das desigualdades socioeconômicas locais.

### Escassez
A quantidade de água absoluta no planeta é enorme e constante. Contudo, o fator significativo que a torna tão importante é a distribuição da pequena fração de água doce disponível sobre o continente. Por fatores climáticos, várias regiões da Terra, chamadas áridas, têm uma deficiência nos recursos hídricos causada pela baixa precipitação. Diminuições temporárias na precipitação de uma determinada região, por sua vez, caracterizam a seca que ocorrem de forma imprevisível e causam diminuições significativas na disponibilidade hídrica local.

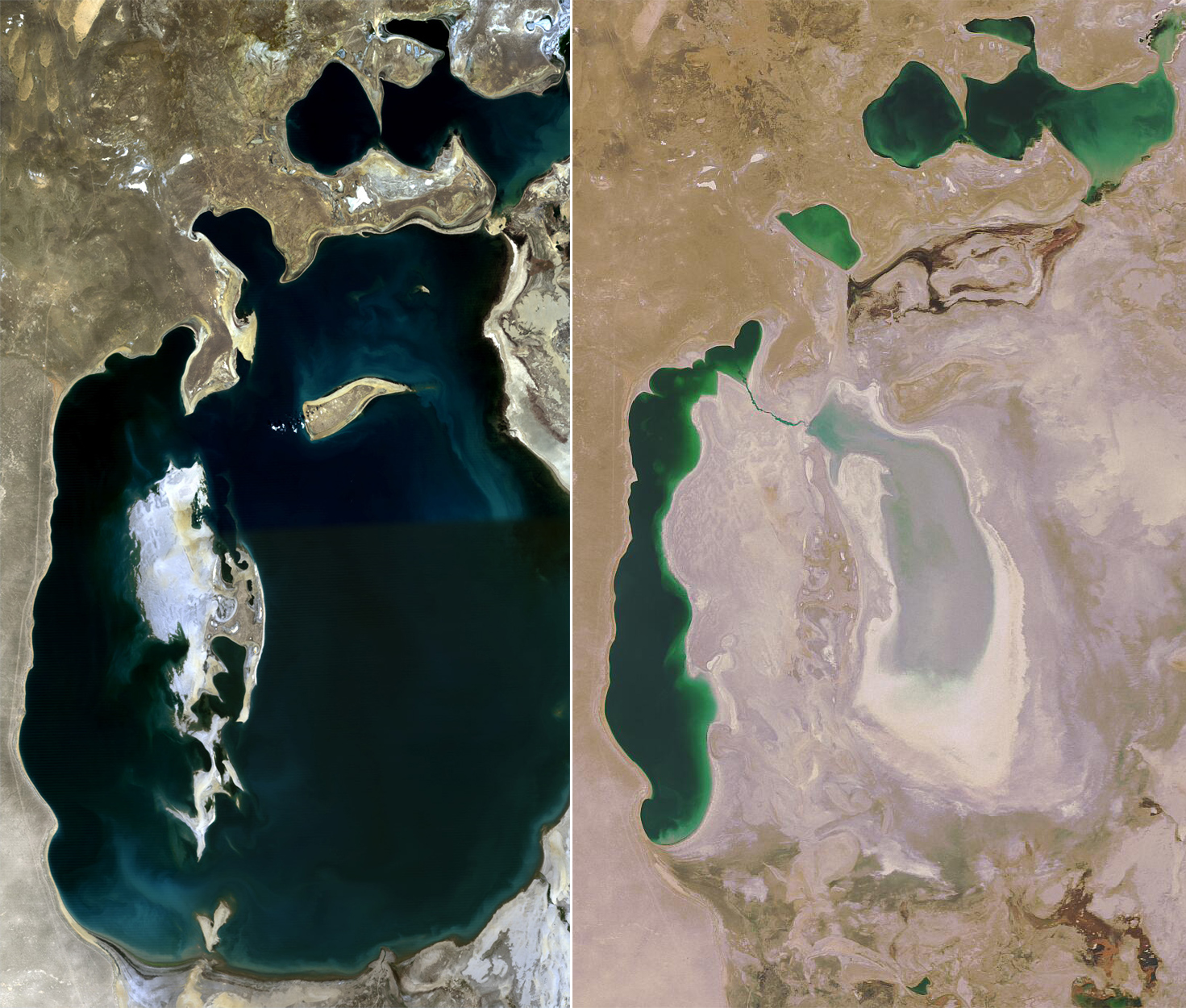
Diminuição do mar de Aral entre 1989 e 2008 devido sobretudo à retirada de água dos rios afluentes para irrigação

Contudo, ações humanas geram processos que em geral agravam a escassez hídrica. A desertificação é causada pelo mau uso do solo e dos recursos hídricos, que causam a perda da capacidade de retenção de água e mudanças no ecossistema. As mudanças climáticas contribuem para este processo, sobretudo em regiões semiáridas. Secas em geral agravam o processo de desertificação, ao exercer maior pressão de consumo sobre a água superficial e subterrânea já reduzida. Escassez também decorre da tentativa de se usar mais água do que o ambiente natural tem disponível ou através da degradação da qualidade dos recursos hídricos existentes.
As mudanças climáticas pelas quais o planeta está passando por conta do aquecimento global é um dos fatores de que menos se pode prever para definir o futuro da água potável do planeta e, consequentemente, para a segurança alimentar mundial.
Registros observacionais e projeções climáticas fornecem evidências abundantes de que os recursos hídricos estão vulneráveis e têm o potencial de ser fortemente impactados pelas mudanças climáticas, com consequências importantes para os ecossistemas e para a humanidade— Prefácio do sumário executivo do Painel Intergovernamental sobre Mudanças Climáticas (IPCC)

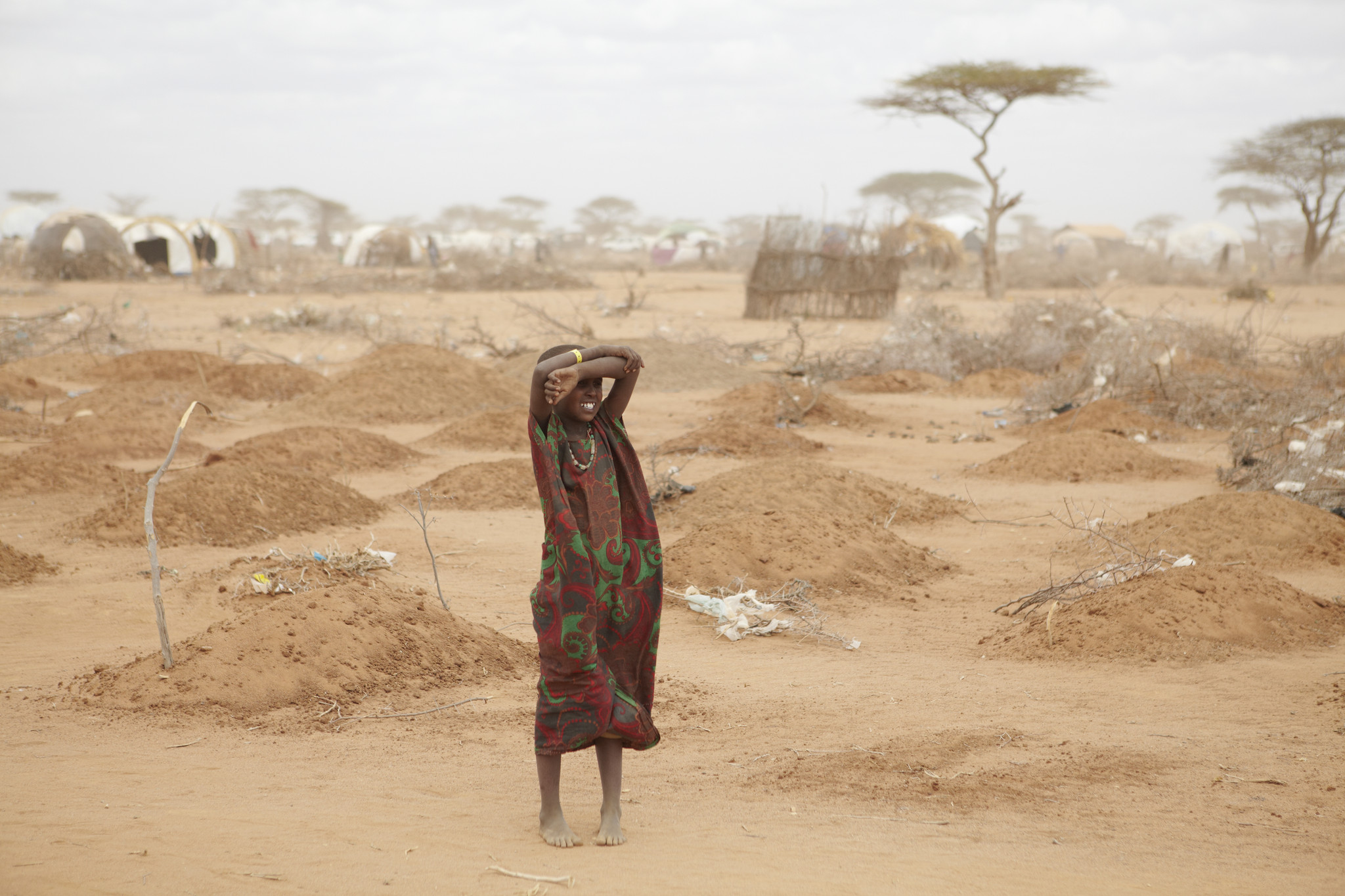
Criança em frente à sepultura de outras crianças que morreram sobretudo por desnutrição após caminharem por semanas no deserto até o campo de refugiados de Dadaab, no Quênia, fugindo da guerra e da fome que atingiram a Somália em 2011.

Dentre as prováveis mudanças apontadas pelo IPCC incluem-se a diminuição da precipitação e aumento da temperatura em baixas e médias latitudes. As chuvas tendem a ser mais concentradas e a ocorrência de secas pode se tornar mais frequente. Já observa-se, ainda, a diminuição da cobertura de neve e a redução significativa da massa de gelo em geleiras e glaciares por todo o mundo.
Define-se como escassez hídrica em uma dada região a condição em que a disponibilidade hídrica é menor que 1 000 m³  por pessoa por ano. Valores menores que 2 000 m³  por pessoa por ano indicam que a região já atingiu a condição de estresse hídrico, em que a falta de água é iminente num evento de seca. A disponibilidade de água é determinada por fatores climáticos e também pela quantidade de habitantes. Dentre as regiões que enfrentam a maior escassez de água no mundo destacam-se o Norte da África, Oriente Média, Sul da Ásia e norte da China. O problema da falta de água não permite a produção de alimentos necessária e muito menos permite o desenvolvimento socioeconômico de uma determinada região, perpetuando a fome e a pobreza. A pouca água que resta geralmente é de má qualidade, trazendo problemas de saúde para a população.
A população mundial já chega a sete bilhões e estima-se que até 2050 atinja nove bilhões de pessoas. É evidente que, mantendo-se os padrões atuais de uso da água, não será possível manter a produção de alimentos que atenda a todos, em vista dos problemas que já surgem oriundos do uso exacerbado dos recursos hídricos agravados pelas mudanças climáticas. Uma saída promissora é a pesquisa que vise aumentar a produtividade sem aumentar a área cultivada e aplicar o uso racional da água para a irrigação. Reflexos de que uma mudança se faz necessária já surgiram na crise de alimentos de 2007–2008, que levou á alta dos preços e prejudicou, sobretudo, a população que já vivia em condição de pobreza. Surge ainda a competição imposta pela produção de biocombustíveis, que exige igualmente irrigação e utilização de terras aráveis.

### Aspectos culturais

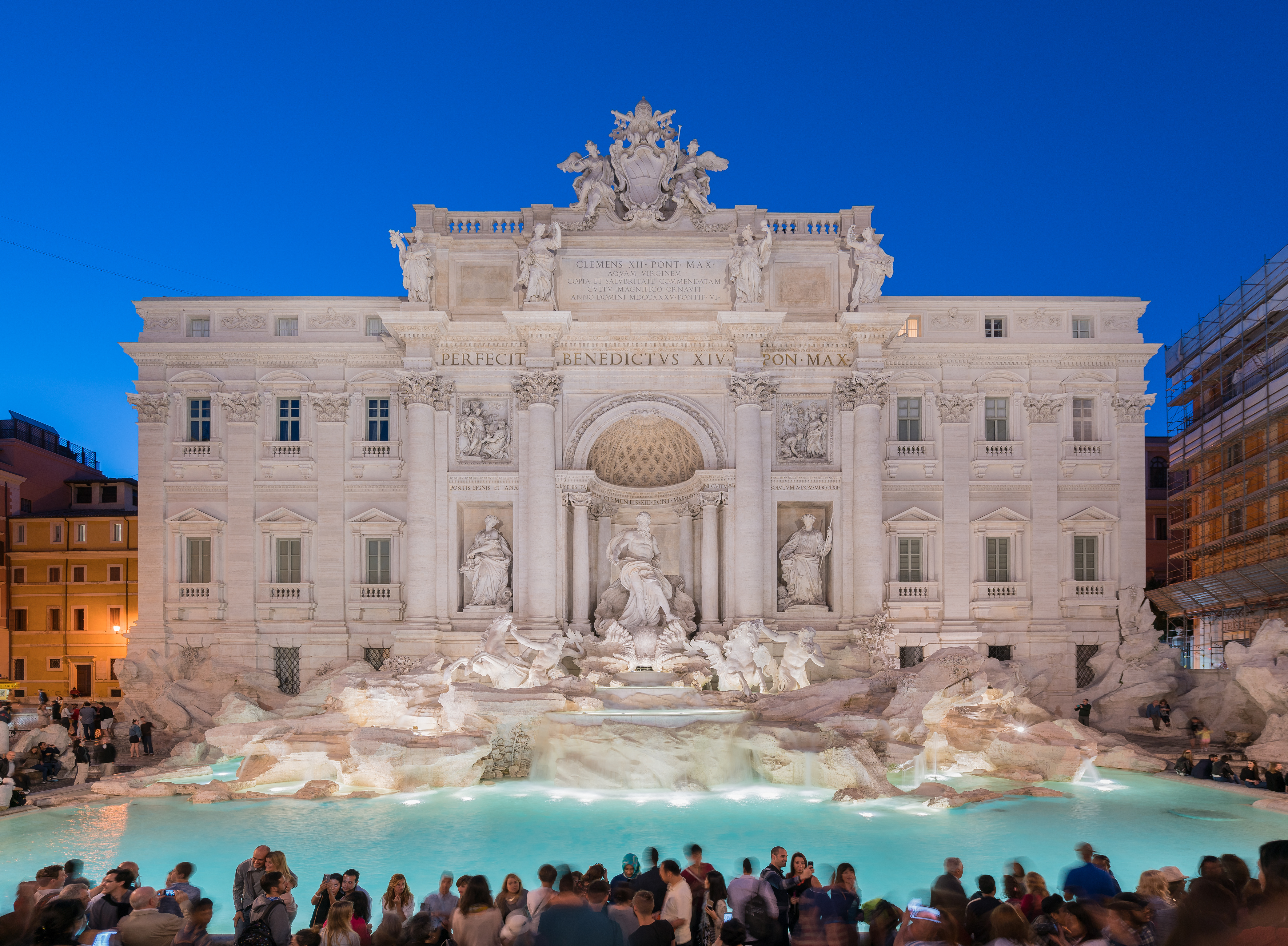
A Fontana di Trevi, em Roma, Itália

Por ser essencial para o modo de vida da humanidade, a água está intimamente presente em todas as culturas dos mais diversos povos da Terra. De fato sua presença em aspectos políticos, socioeconômicos e na realidade diária das pessoas a faz inseparável da vida humana, o que se reflete nas manifestações sociais e artísticas. A diversidade cultural refere-se à variedade de culturas presentes em uma dada região e por todo o mundo, sendo um componente importante nos aspectos intelectuais, sociais, econômicos e morais de um povo. As atividades culturais de um grupo relacionam-se com a interação e conhecimento do ambiente natural ao redor, no qual a água tem um papel determinante.
Virtualmente todas as civilizações se desenvolveram em torno da água, desde assentamentos primitivos no litoral ou próximos a corpos d'água até modernas cidades que foram fundadas na confluência de rios. As grandes civilizações da história surgiram ao logo de vales dos principais rios, que lhes forneciam água para consumo, produção de alimentos e propiciava seu progresso. Através dos tempos, esta dependência se refletiu também na poesia, na música e na religião, onde assumia diversas interpretações e representava emoções humanas, figuras mitológicas, divindades ou mesmo realidades cotidianas. Em diversas crenças, a água esteve ligada à criação da vida, o que de fato foi comprovado pela ciência posteriormente. Tales de Mileto, um filósofo grego, acreditava que a arché, a origem, o princípio de todas as coisas, seria a água. Um século depois Heráclito viu na água o princípio do panta rhei ('tudo flui').

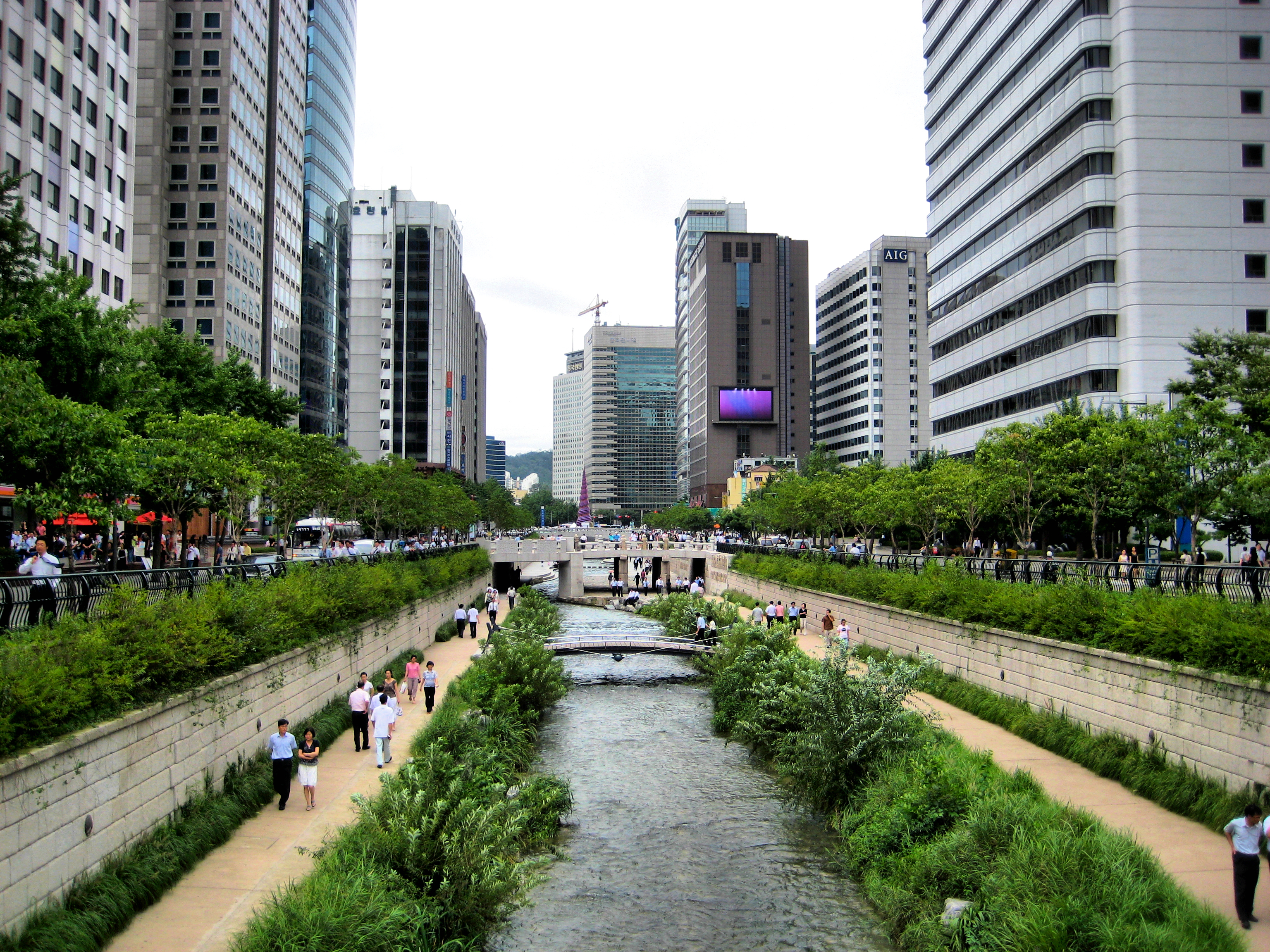
O riacho de Cheonggyecheon, em Seul, capital da Coreia do Sul, mostra que é possível a conciliação entre o espaço urbano e a conservação dos recursos hídricos após um massivo projeto de revitalização da área urbana.

Após a Revolução Industrial e com o avanço da globalização, a humanidade como nunca passou a utilizar os recursos hídricos terrestres como vetor para o desenvolvimento econômico. Contudo a exploração atingiu tal ponto que prejudicou severamente os rios, lagos e oceanos e toda a biodiversidade que deles dependem. A quantidade de água doce no planeta é suficiente para atender as necessidades humanas, desde que seja utilizada de forma sustentável. Diante da necessidade, surgem com maior frequência iniciativas de conscientização do valor da água e da importância de sua conservação, como nas atividades realizadas no Dia Mundial da Água, que demostram a gradual mudança da mentalidade coletiva no sentido de que é necessário o uso racional dos recursos hídricos terrestres. A percepção do público sobre os rios em geral vem mudando continuamente de forma que passam a ser vistos como corredores ecológicos e culturais que precisam ser conservados, sobretudo no ambiente urbano. Desta forma, o século presente promete uma nova revolução no modo como a humanidade faz uso dos recursos hídricos globais.

#### Significados religiosos
Dada a sua importância para a manutenção da vida na Terra, a água adquiriu ao longo dos tempos significados geralmente relacionados ao nascimento, cura, pureza e renovação em diversas religiões e culturas por todo o mundo. Para os hindus as águas do rio Ganges são de fundamental importância, já que são fonte de purificação, sendo utilizada em diversos rituais religiosos e atrai milhões de peregrinos que se banham em suas águas.

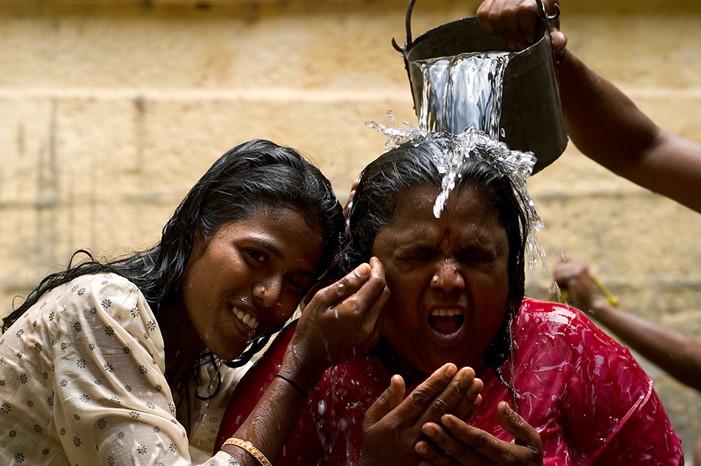
Ritual hindu envolvendo água próximo a Madurai, na Índia

Nos desertos do Oriente Médio, onde nasceram o judaísmo, o cristianismo e o islamismo, a escassez de água faz com que surjam atribuições ainda mais importantes sobre seus significados. Os judeus realizam o mikvá, uma imersão em água, para purificação em diversas ocasiões religiosas. No Catolicismo a água adquire significados sagrados, ao ser utilizada para purificação tanto no ato do batismo quanto ao ser aspergida pelo sacerdote para purificação. Para os islâmicos, a água é sagrada, fonte de todas as coisas viventes criadas por Alá. Desta forma, em diversos rituais adquire também o significado de pureza, devendo ser respeitada e utilizada somente para uso necessário e de acordo com propósitos benéficos.
Na Bíblia, diversas passagens relacionam a água e atribuem-na diversos sentidos. No Antigo Testamento, uma das mais notáveis passagens refere-se ao grande Dilúvio mandado por Deus para eliminar a maldade que havia dominado a humanidade, exceto à Noé e sua família. Deus ordenou que ele construísse uma arca para salvar a si e aos seus, bem como várias espécies de animais domésticos e selvagens. Posteriormente as águas retrocederam, e Deus criou um arco-íris como sinal da reconciliação entre o céu e a terra. No Novo Testamento, Jesus é batizado nas águas do rio Jordão, o mesmo rio em que, anteriormente, foi dado por Deus aos israelitas na Terra Prometida. Ao longo da vida de Jesus, em várias ocasiões a água esteve diretamente presente, como quando andou sobre as águas do mar da Galileia, ou nas Bodas de Caná, ao transformar água em vinho.

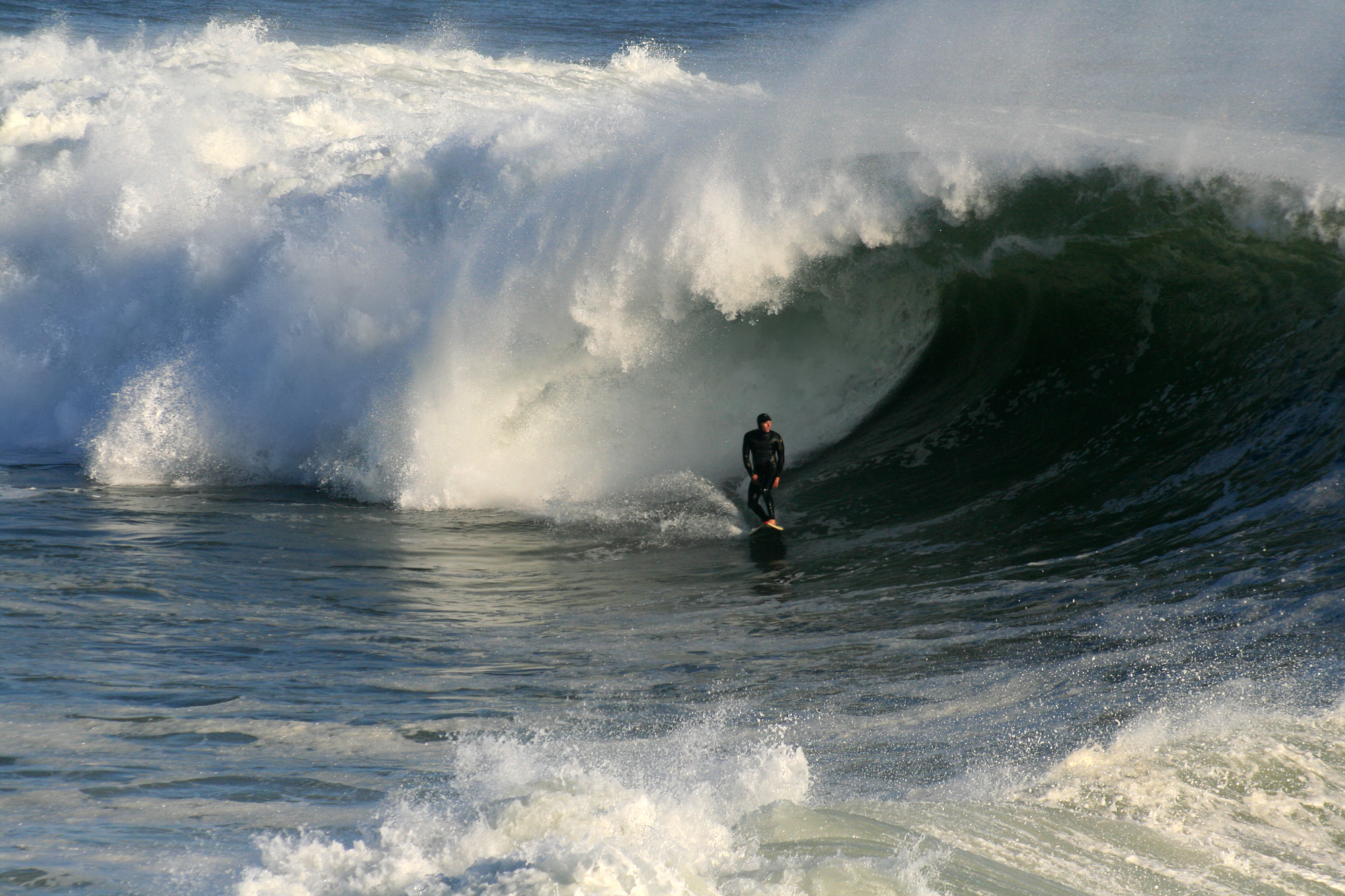
Prática de surfe em Santa Cruz, Califórnia

#### Esportes e lazer
A água há tempos tem sido associada à atividades recreativas, como fonte de alívio e de relaxamento, e tem sido cada vez mais procuradas como uma forma de turismo. Desta forma, destinos turísticos comuns incluem o litoral (principalmente praias), rios, lagos e fontes de águas termais ou mesmo piscinas e parques aquáticos. São diversas as modalidades de esportes aquáticos, desde os que exigem poucos recursos como natação ou surfe, até os que exigem equipamentos mais sofisticados, como barcos e motos aquáticas, além da prática de mergulho. Destaca-se ainda como atividade recreativa a pesca esportiva. Iatismo, que utiliza um barco com propulsão somente a vela, também é uma prática esportiva comum. Cruzeiros marítimos são também uma importante forma de recreação. Esportes que envolvem neve e gelo, como patinação no gelo, esqui e snowboard são ainda comumente praticadas em altas latitudes.